# Sport Boys Association
El Club Sport Boys Association, conocido mayormente como Sport Boys, es un club de fútbol peruano de la Provincia Constitucional del Callao. Fue fundado el 28 de julio de 1927 y juega en la primera división del país, la Liga 1. 
Participa en la máxima categoría del fútbol peruano desde 1933, donde ha sido campeón en seis temporadas, ubicándose en el 4.º lugar de clubes campeones de la Primera División del Perú. En la tabla histórica de puntaje del fútbol peruano se ubica en el quinto puesto, entre los más de 100 clubes que han disputado el torneo descentralizado desde 1966.
El club cuenta con un gran número de aficionados en la Provincia Constitucional del Callao (sede del primer puerto del Perú y del aeropuerto internacional Jorge Chávez), donde es el club más popular y tradicional. Es reconocido por ser el único club peruano donde sus 11 jugadores titulares formaron parte de la Selección de fútbol del Perú en una competencia oficial internacional, nada menos que los Juegos Olímpicos de Berlín 1936, teniendo como figura a Jorge "Campolo" Alcalde. Así como también por ser el primer campeón de la era profesional peruana que empezó con el torneo de 1951, donde se consagraría como ídolo Valeriano López, uno de los futbolistas sudamericanos con mayor promedio de gol en el mundo. Por esto y más, el Sport Boys es considerado uno de los equipos con más historia y tradición a nivel nacional.

## Historia

### 1927: Fundación

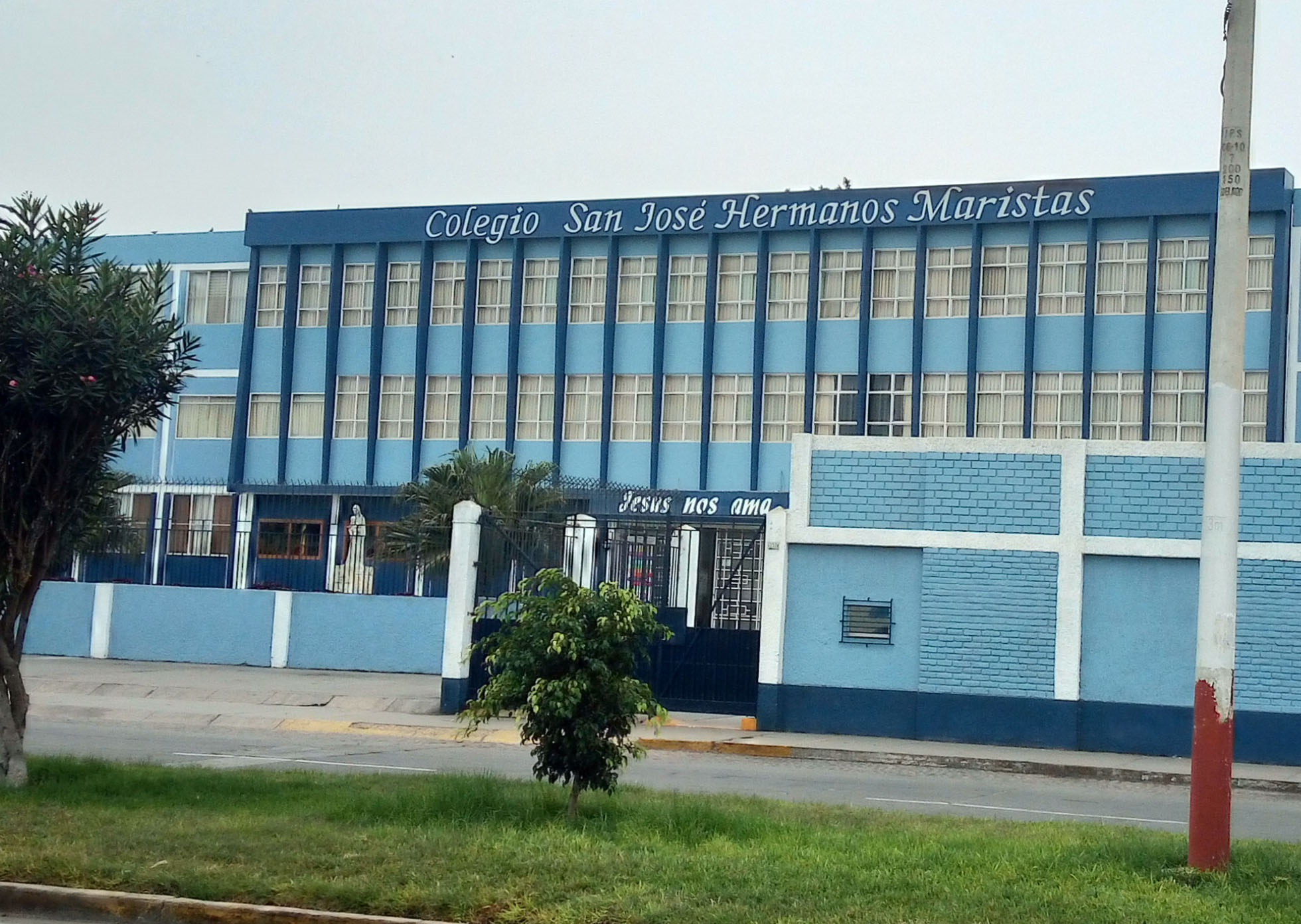
Colegio San José Hermanos Maristas.

El Sport Boys fue fundado el 28 de julio de 1927 por un grupo de entusiastas alumnos del Colegio Maristas del Callao, cuyas edades fluctuaban entre los 11 y 15 años, se reunieron, desde tempranas horas de la noche del 27, en la casa de Ricardo Arbe, situada en la Avenida Sáenz Peña signada con el número 724, Solar Santa Ana. A las 0:00 horas del 28, el grupo entonó el Himno Nacional recordando el 106 aniversario de la Independencia Nacional, y de inmediato empezó la deliberación para formar la primera junta directiva. La presidencia recayó en el joven que lanzó la idea: Gualberto Lizárraga, el Secretario y primer arquero del equipo fue Nicolas Mandriotti. 
El nombre del club, decidido por unanimidad, fue Sport Boys Association que fue propuesto por el mismo Gualberto Lizárraga derivado de un club de natación de la época llamado "Old Boys" donde practicaba ese deporte. El original color de su camiseta les hizo ganarse el apelativo de "Los Rosados" aunque también se ganaron el apelativo de Porteños por nacer en el primer puerto del Perú. Muchos años después, esta relación entre el puerto, el mar, el fútbol y los goles les darían otro sobrenombre más: "La Misilera".
El equipo participó en la Liga Provincial de Lima y Callao desde 1929 hasta 1932 (Campeón de Tercera 1930, Segunda 1931 y subcampeón de la División Intermedia 1932) consiguiendo ascender a la primera categoría del fútbol nacional, llamada en esa época División de Honor.

### 1935: La primera corona
A su tercer año de militancia en la Primera División, en el  torneo de 1935, logró su primer título, de forma invicta. Su campaña victoriosa fue la siguiente: 2-1 al Alianza, 3-1 a la 'U', 5-2 al Tarapacá y 3-1 al Sucre. Totalizó 12 puntos y "Campolo" Alcalde se consagró como el goleador del torneo con cinco anotaciones.
El equipo base que presentó Sport Boys para esta formidable campaña estuvo integrado por Víctor Marchena; Raúl Chappell y Guillermo Pardo; Miguel Pacheco, Segundo "Titina" Castillo y Carlos Portal; Prisco y Jorge "Campolo" Alcalde, Aquiles Westres, Guillermo Aróstegui y Alberto Baldovino.

### 1936: Olimpiadas de Berlín

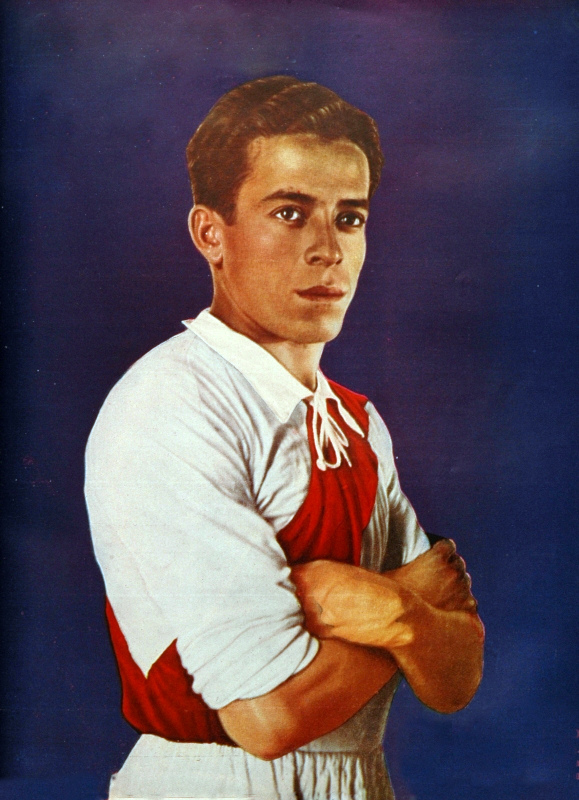
Segundo Castillo, uno de los "Olímpicos de Berlín".

En este año, no se disputó el campeonato de fútbol nacional por dar prioridad a la preparación de la selección para las Olimpiadas de Berlín '36. Sin embargo la racha del cuadro porteño no fue cortada pues aquí, en ese lapso, el Sport Boys escribió otra página de gloria. El periodismo clamó por un choque contra la preselección que se alistaba a intervenir en los Olimpiada de Berlín y la FPF cedió ante la presión. Ahí estaban los mejores de Alianza y 'U', sin embargo el Boys les ganó 3-1 y luego de pasar por una serie de pruebas de suficiencia, a pedido y clamor de la crítica y la afición, la FPF decidió incorporar a los once titulares rosados al equipo olímpico.
Durante la participación en los Juegos Olímpicos los hechos comprobados son los siguientes: Perú ganó a la selección de Finlandia por un marcador bastante abultado (7-3) y tenía que enfrentar en los cuartos de final a Austria, el país natal de Adolfo Hitler. Luego de ir perdiendo 2-0, en el segundo tiempo los peruanos igualaron el marcador, derrotando a los austriacos por 4-2 en tiempo suplementario. Al día siguiente, la FIFA - que por entonces resolvía los reclamos sobre el torneo olímpico de fútbol - decidió que debía volverse a jugar el partido. El presidente peruano Óscar R. Benavides decidió que toda la delegación, en señal de protesta, regresaba al país. Así culminó la primera participación peruana en unos Juegos Olímpicos.

### 1937: Campeón invicto

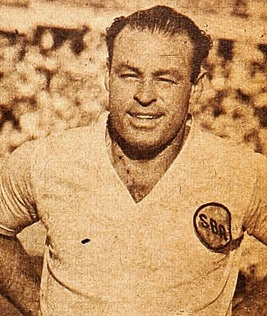
Prisco Alcalde en una gira por Chile.

Luego de las Olimpiadas de Berlín, se reanudaron los campeonatos de fútbol y el Sport Boys volvió a repetir el plato de 1935, proclamándose campeón invicto del torneo de 1937. La mayoría de sus integrantes se mantuvieron juntos desde infantiles y juveniles, y jugaban prácticamente de memoria. Además de practicar un fútbol eminentemente creativo y efectivo, deleitaban a las tribunas con toques armoniosos y preciosistas. De allí su denominación de Academia Porteña. Totalizó 25 puntos, escoltado por Alianza Lima con 21, y salvo un empate frente a Alianza (1-1) y otro frente al Atlético Chalaco (3-3), las restantes presentaciones fueron claros e inobjetables triunfos: 4-1 a la 'U', 1-0 a Municipal, 3-0 al Telmo Carbajo, 2-1 al Sporting Tabaco, 4-2 al Sucre, 3-0 al Sportivo Melgar y 4-1 al Tarapacá.
El equipo titular de esta campaña estuvo conformado por Víctor Marchena; Raúl Chappell y Guillermo Pardo; Miguel Pacheco, "Titina" Castillo y Carlos Portal; Prisco y "Campolo" Alcalde, Pedro Ibáñez, Andrés Álvarez y Arturo Paredes.

### 1942: Tercer título

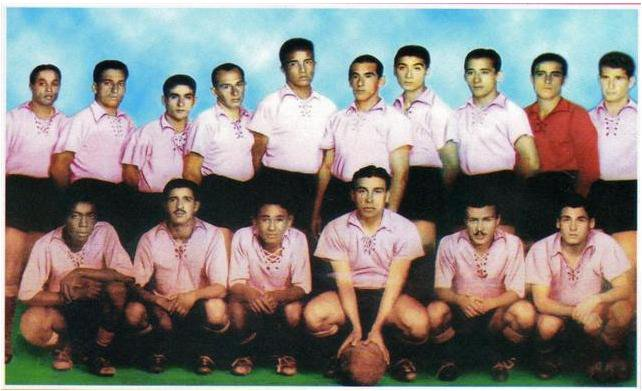
Plantel del Sport Boys en 1942.

La tercera corona de su brillante historial la conquistó el Boys en el campeonato de 1942, al totalizar 14 puntos - uno más que Municipal - luego de una campaña en la que sólo cedió 4 puntos. Su única derrota fue ante Municipal por 2-4 y los otros dos puntos se los arrancaron Alianza y Telmo Carbajo, con empates 2-2 y 1-1. Los triunfos fueron los siguientes: 2-0 a la 'U', 3-0 al Sucre, 4-0 al Sporting Tabaco, 2-1 al Atlético Chalaco y 4-1 a Santiago Barranco. El goleador del equipo, con seis goles, fue el puntero izquierdo 'Tuta' Agurto.
Integraron el equipo base: Víctor Marchena (jugador que continuó en el Boys desde la década de 1930 y además el único jugador rosado en obtener tres campeonatos) en el arco; Hernán Álvarez y Andrés da Silva en la zaga; José Agüero, Rufino Lecca y Felipe Arenaza en la línea media; y Marcial Hurtado, Pedro Ibáñez, Carlos Valdivia, Alberto Baldovino y Armando Agurto en el ataque.

### 1951: Primer campeón de la era profesional

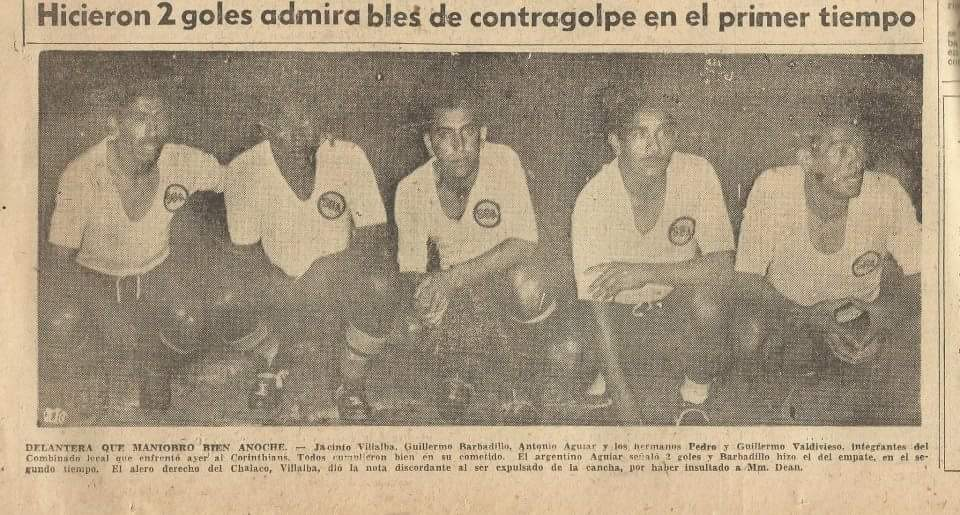
Delantera del Sport Boys en la década de 1950 (reforzada con Aguiar y Villalba de Atlético Chalaco).

Este año el ataque estaba integrado por Drago, Barbadillo, Valeriano y los hermanos Pedro y Guillermo Valdivieso. el ataque era una aplanadora. El equipo, dirigido por Alfonso Huapaya, solamente pensaba en anotar goles. De ahí la gran producción del Campeonato de 1951, en que el Boys se clasificó como el primer campeón del nuestro profesionalismo peruano, anotando nada menos que 63 goles en 18 partidos, que promediaban más de tres goles por partido. Todos los integrantes de ese gran ataque, llegaron a jugar por las selecciones peruanas que se formaron en la parte final de la década del 1940 y comienzos de la década de 1950: Drago fue al Campeonato Sudamericano 1949 de Brasil, Barbadillo y Valeriano integraron muchos. Pedro también estuvo en el seleccionado del 49 y Guillermo fue al Campeonato Sudamericano 1947 nocturno de Guayaquil.
El título lo consiguieron en la última fecha tras vencer al Municipal con quien habían llegado a este partido empatados con 36 puntos. Sport Boys se impuso por 3-2 con tres goles de Valeriano López que en esa temporada encabezó la tabla de goleadores con 31 anotaciones.
El once habitual del campeón lo conformaron: Clemente Velásquez en el arco; Leonidas León y Diego Agurto como zagueros; Lorenzo Pacheco, Dagoberto Lavalle y "Joe" Calderón en mediocampo; Manuel Drago, Guillermo Barbadillo, Valeriano López, Pedro Valdivieso y Guillermo Valdivieso en el ataque.

### 1958: Quinto título

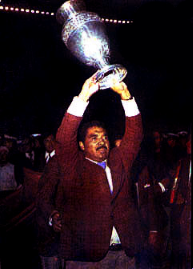
Marcos Calderón, entrenador de los equipos campeones de 1958 y 1984.

El Campeonato de 1958 fue conquistado por los rosados del puerto 1-0 en el último minuto del encuentro final contra sus vecinos del Atlético Chalaco. El Chalaco era el rival tradicional del Boys, contra quien disputaba el Clásico Porteño, llegó al último encuentro con 25 puntos y los rosados con uno menos. Equivale decir que el empate le bastaba al equipo de 'La Furia' para coronarse campeón, pero en el último minuto se produjo un contraataque mortífero y Teodoro Baluarte terminó meciendo las mallas del arco del Atlético Chalaco. Este fue el primer título logrado por Marcos Calderón como entrenador.
El once titular estuvo conformado por: Fernando Cárpena; Adolfo Calenzani y Diego Agurto; Isaac Andrade, Óscar "Severiano" Ramos y Luis Bolívar; Teodoro Baluarte, Alberto Galeano, Alonso Urdániga, Manuel Farfán y Alberto Vega.

### 1984: Último título

Miguel Monteverde Win (presidente) y Miguel Mendoza en la opremiación por el título de 1984.

Pasaron 26 largos años para que el título llegara nuevamente al Callao. El gran conductor fue Marcos Calderón Medrano. Aunque en esa temporada las finanzas no andaban muy bien en las arcas rosadas, había un grupo humano encabezado por 'el Oso' Calderón que logró esa valerosa hazaña. El estratega porteño, después de 26 años de haber conquistado su primer título con el Sport Boys en 1958 se volvió a dar el gusto. Pero a diferencia de ayer, que hacía sus pininos como entrenador, en esta oportunidad ya era consagrado. La campaña del equipo, sintetizada en cifras fue la siguiente: 35 puntos con 12 partidos ganados (8 de local y 4 de visitante) 9 partidos empatados (4 de local y 5 de visitante) y solamente 4 partidos perdidos (uno de local y tres como visitante). Su ataque, que convirtió 34 anotaciones en total, tuvo como goleador a Johnny Watson con 10 tantos. Su meta solamente soportó 15 anotaciones y el 'Chacal' Herrera fue el arquero menos batido del torneo.
Al cierre del Campeonato, el Sport Boys tuvo que enfrentar al Unión Huaral derrotándolo por un claro 4-1. Las conquistas rosadas fueron obra del Chueco La Torre y dos golazos de Watson que le permitieron finalizar el torneo un punto por encima del Colegio Nacional de Iquitos.
El equipo formaba con Darío Herrera en el arco, la defensa era con Félix Puntriano y César Espino en las laterales y en el centro iban Pedro Requena con Miguel Mendoza, al medio César Peralta, David Zuluaga y Juan Carlos Cabanillas mientras que en el ataque por el lado derecho Johnny Watson, a la izquierda Víctor Hurtado y en el centro Héctor La Torre.

### 1985-1988: Declive y el primer descenso
Los años 1980 no fueron años muy buenos para el club (salvo el campeonato obtenido en 1984), pues se estaba pasando por una fuerte crisis económica y una larga sequía de títulos. En 1984, la dirigencia del club, circunstancial pero providencialmente, estaba en manos de Miguel Monteverde por un fallo de la Federación Peruana de Fútbol —encabezada por Alberto Espantoso— que marginó de la institución a Jorge Labarthe que se la había ingeniado con estatutos muy originales para entornillarse en la directiva. Al año siguiente del campeonato ganado y apelando a argucias legales poco convincentes, volvió Jorge Labarthe al club y el equipo campeón se desmanteló. Por primera vez se perdió la categoría y tuvo que salir el negativo presidente para que un grupo de amantes de la Institución —con 'Beto' Levy y Antonio Cuba a la cabeza— tome las riendas del club y lo encamine hacia la ruta del éxito que marca el ritmo de su historia y de la que jamás debió alejarse.

### 1989: El ascenso y regreso a Primera
Es así que, tras un primer intento fallido en 1988, el siguiente año Sport Boys realiza una gran campaña en la Segunda División 1989 que lo corona como Campeón. En aquel equipo destacaban el arquero Diego Jugo; los defensas Antonio Delgado, Jaime Duarte, Dámaso Rodríguez y Javier Rovai; los volantes Carlos Atoche, César Moreano y Oswaldo Flores; y en la delantera el argentino Adrián Gatti, Ramón Anchissi y el brasileño Carlos Henrique Paris. Estos once jugadores, junto a otros más, dieron todo por la rosada bajo la dirección técnica del argentino "Sabino" Bártoli.
Finalmente el 26 de noviembre de 1989, faltando una fecha para la culminación de la liguilla por el ascenso, el Sport Boys decreta su regreso a Primera tras vencer al desaparecido Defensor Kiwi por 3 a 1. Aquella temporada es recordada por el total respaldo que la hinchada chalaca dio en cada partido, llenando los estadios donde el equipo se presentara.

### 1990-1999: Retorno a Primera

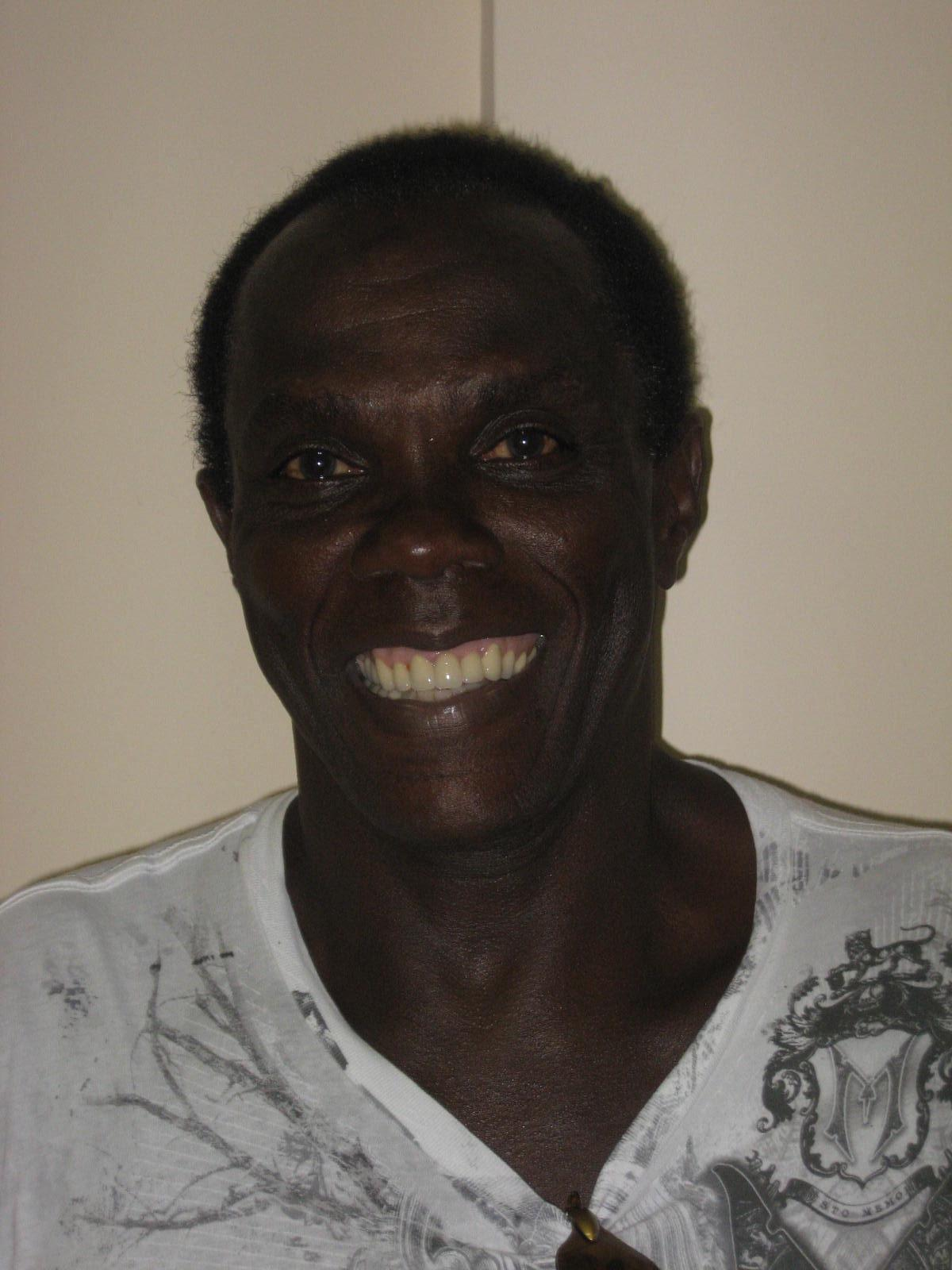
Cláudio Adão, goleador del Descentralizado 1990.

Y un día el Sport Boys regresó a primera, el 22 de abril de 1990 fue la fecha que vio regresar la camiseta rosada a la cúspide del fútbol peruano en partido jugado ante Meteor Sport Club en el Estadio Nacional con victoria de 2-0. Para ese año Boys contrató al delantero del Corinthians de 34 años Cláudio Adão (que se consagró como el goleador de la temporada con 31 goles) y a su compatriota del Inter de Porto Alegre de 23 años Marquinho, siendo grandes figuras del equipo que consiguió ganar el 1.er Torneo Regional y así clasificar a la Copa Libertadores del siguiente año además del derecho a disputar el título nacional, que finalmente perdió ante Universitario.
Para 1991 el equipo mantuvo el nivel, siendo protagonista de esa temporada que culminó con un partido extra, nuevamente ante Universitario, al que derrotó en tanda de penales por 4-1 tras haber acabado el tiempo reglamentario empatados 3-3, obteniendo así el subcampeonato y la clasificación a la Libertadores.
Los siguientes años Boys alternó buenas y malas campañas. Buenas como la de 1998 en la que fue protagonista todo el año, acabando 1.º en la tabla general pero sin obtener algún título por cuestiones reglamentarias. Y malas como la de 1994, donde llegó a correr el riesgo de perder la categoría hasta poco antes de finalizar el campeonato.

### 2000-2007: El nuevo milenio
El nuevo milenio comenzó regular para el club, en el Torneo Apertura del año 2000 consiguió un segundo puesto y con ello logró volver a participar en la Copa Libertadores después de 11 años. Al año siguiente no tendría una participación importante ni en la Copa Libertadores ni en el torneo local. Ese año no fue un buen año pues terminaría quinto en el Torneo Apertura y quinto en el Torneo Clausura. El torneo 2002 tampoco fue de lo mejor siendo el rendimiento del equipo incluso más bajo que en el año anterior, pues en el Torneo Apertura terminaría octavo y en el Torneo Clausura terminaría sexto.

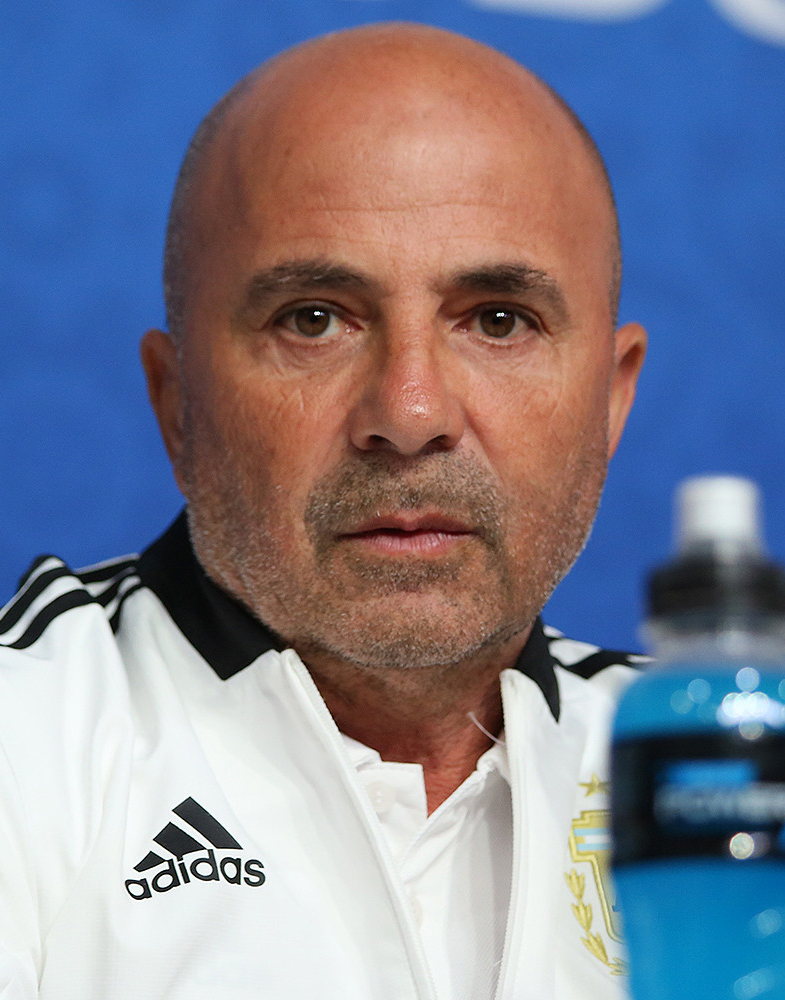
Jorge Sampaoli, entrenador en 2002 y 2003.

Para el año 2003 el club venía haciendo una mejor participación que en los dos años anteriores al mando del entrenador argentino Jorge Sampaoli, sin embargo el campeonato fue suspendido por la ADFP luego que los equipos profesionales empezaran a jugar con futbolistas sub-20 ya que los futbolistas profesionales se habían declarado en huelga por falta de pagos. El Sport Boys marchaba segundo en el Torneo Clausura, a solo cuatro puntos de Alianza Lima y con grandes posibilidades de campeonar, sin embargo ante la suspensión del campeonato y según la tabla de posiciones en ese momento, se declaró que Alianza Lima fuera el ganador del torneo clausura. Con esto el Boys sólo lograba un cupo a la Copa Libertadores, sin embargo se forzó un cuadrangular con equipos que estaban muy por debajo que el cuadro rosado en el puntaje acumulado. Ante esta decisión de la ADFP y tras un video en el que se demuestra que la ADFP quiso favorecer al club Cienciano que acababa de ganar la Copa Sudamericana, el Boys decide no participar en dicho cuadrangular como muestra de dignidad y desde entonces añadió dicha palabra en la parte inferior de su escudo. Esto generó una gran pérdida económica en el club que se haría sentir en los años siguientes.
En el 2004 su participación en el torneo local fue discreta, pues terminó octavo y en el 2005 terminaría duodécimo en el Torneo Apertura y octavo en el Torneo Clausura. El año 2006 el entonces presidente del club Miguel Monteverde, declara que el club no tiene muchos recursos y que iba a afrontar el torneo local con los jugadores del equipo Sub-20 que había logrado el campeonato de su categoría, sin embargo la inexperiencia de los jóvenes jugadores hizo que el equipo termine último en el Torneo Apertura, y que en el Clausura tenga que luchar por salvar la categoría, que finalmente lograría enfrentando al club José Gálvez en un partido extra jugado en Matute. El resultado final fue de 5 a 4 en la definición por penales a favor del Boys, luego de empatar 0 a 0 en el tiempo regular. El 2007 parecía un gran año para el club pues se habían hecho contrataciones para luchar un campeonato, el equipo peleó el Apertura pero a falta de cuatro fechas y cuando aún faltaba un partido decisivo frente a la Universidad San Martín de Porres que era el puntero y que sólo le llevaba un punto al Boys, el equipo cayó en su rendimiento notablemente y no pudo conseguir el título.

### 2008-2016: Crisis económica y dos descensos
El año 2008 comenzó con problemas económicos, al punto de sufrir la pérdida de dos puntos debido a un pago que no realizó a un anterior entrenador. El club comenzó a vivir una grave crisis económica, la más grande de su historia institucional, originada por malos manejos administrativos que derivaron en deudas con la SUNAT, la Agremiación de Futbolistas y el IPD. Ante esto, los socios tomaron cartas en el asunto destituyendo al presidente del club, Luis Mattos, y formando una Junta Transitoria encabezada por Percy Arismendi Bustamante que se encargaría de tomar las riendas del club.
 Al poco tiempo esta Junta también se alejó de la institución quedando el 3° Vicepresidente, César Velásquez, a cargo del club como presidente interino.

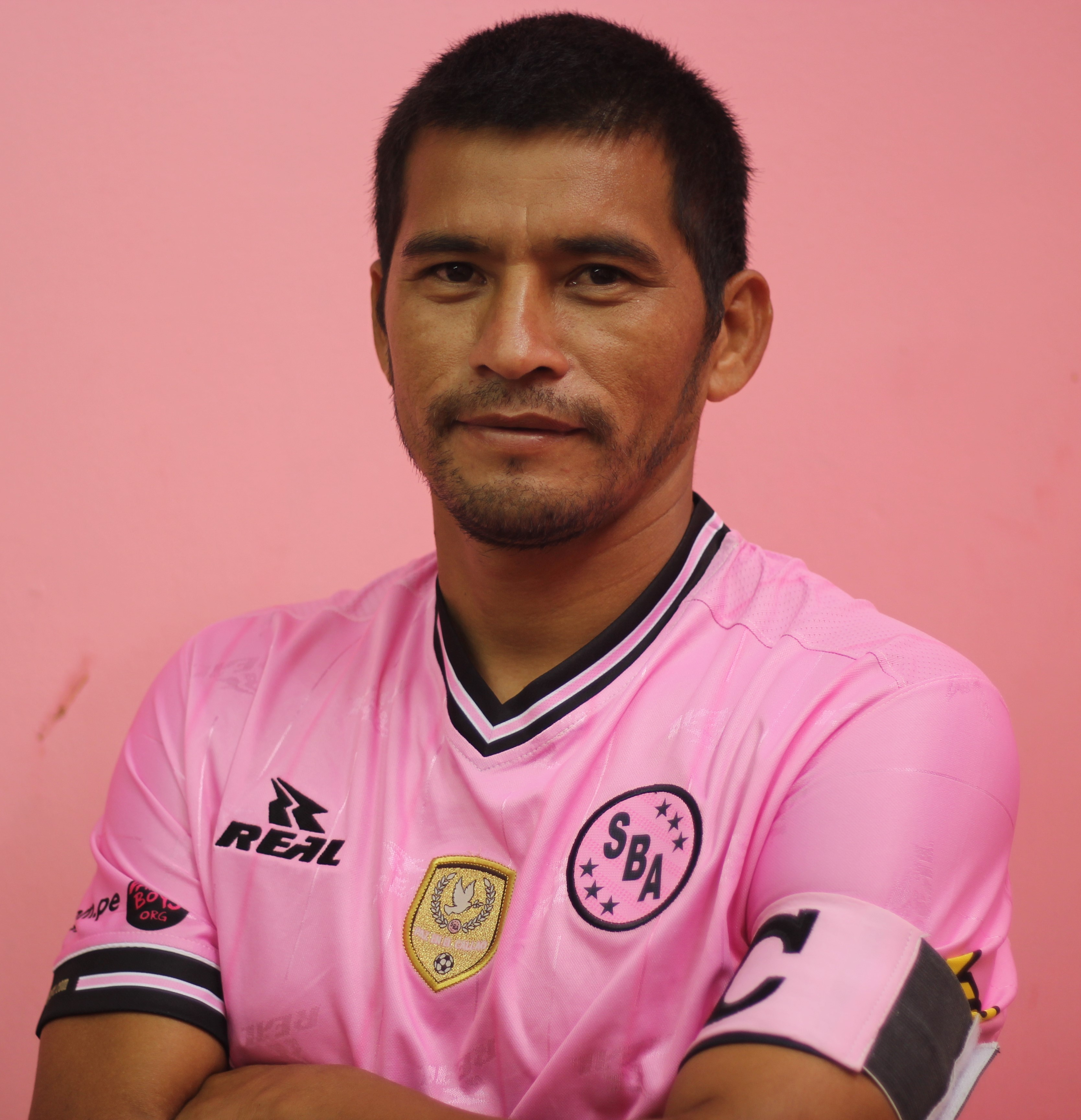
Jorge Huamán, debutó en el club en 1994 y se retiró el 2016.

En medio de todos estos problemas, el día 8 de septiembre se produjo nuevamente el descenso del club a Segunda División tras el triunfo del Coronel Bolognesi sobre Universitario en Lima, siendo este equipo inalcanzable en la tabla acumulada para los rosados.
En marzo de 2009, en Asamblea de Socios, es elegido Humberto Bozzo como nuevo presidente del club hasta fin de año, con la misión de afrontar la campaña en la segunda división. El 17 de octubre logró el título de la Segunda División Peruana 2009 tras vencer en la última fecha a Cobresol por 3-2 consiguiendo su regreso a Primera División.
El cuadro rosado estaba en una crisis económica ya desde hace varios años, y por tal motivo no se reforzó con jugadores de nivel empezó el campeonato mal perdiendo con Sporting Cristal 0-5, jugando con jugadores de la reserva.
Sport Boys vuelve de descender a Segunda División tras tres años en la máxima categoría. El equipo dirigido por Jorge Espejo perdió ante Universidad César Vallejo y con ello se despidió de la máxima categoría del fútbol peruano.
La primera vez que el cuadro rosado se fue a Segunda División fue en el año 1987 al culminar en la tabla en el décimo puesto. En el 2008, Sport Boys sufrió el mismo destino tras finalizar el campeonato en la casilla 14, una vez más los seguidores rosados veían cómo su equipo bajaba a segunda división luego de más de 20 años.
El martes 31 de octubre del 2012 quedará en la historia del equipo rosado como el día que descendieron por tercera vez. Sport Boys ha acumulado una seguidilla de años sin glorias.
Al siguiente año en la Segunda División La Misilera comenzó el campeonato empatando con el Deportivo Coopsol por la mínima; a medida fue pasando el campeonato Boys alcanzó la punta del campeonato, pero derrotas importantes de local como el 0-1 frente al Atlético Minero; el 2-3 frente al Alianza Universidad y el definitivo 0-2 frente al Los Caimanes más la reducción de 4 puntos dejaron al cuadro porteño en la casilla 6.
La Segunda División del año 2014 el Boys fue decepcionante en el campeonato, tubo que luchar la baja una pequeña parte del torneo; derrotas de local y deudas dejaron al Boys en la casilla 12 con 33 puntos, a solo 28 puntos del ganador Deportivo Municipal. El último partido de ese año fue una victoria 2-0 frente al Comerciantes Unidos.

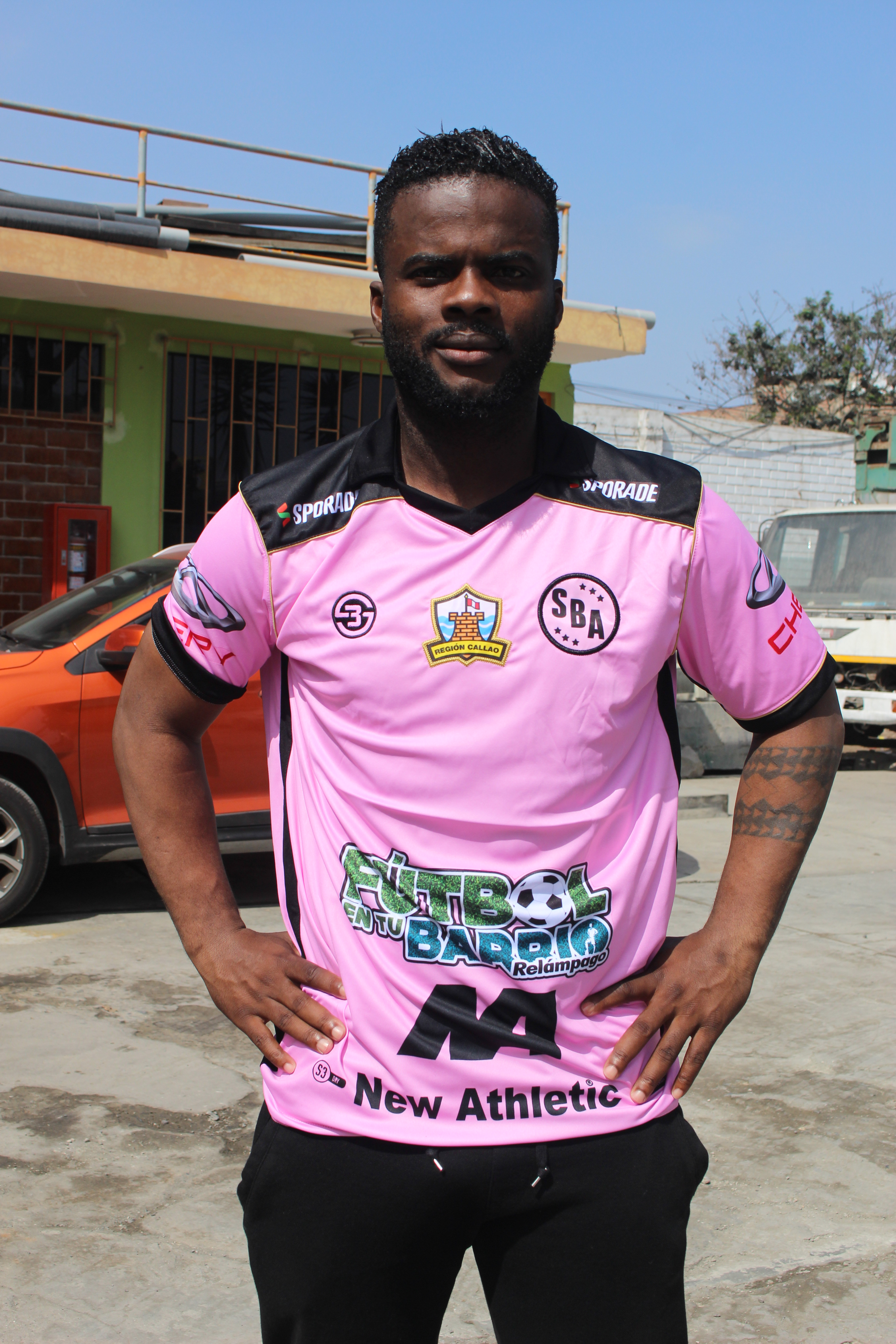
Johnnier Montaño anotó 21 goles en sus 3 temporadas en el club.

El año 2015 no fue un mal año para el Sport Boys, la reducción de equipos de la Segunda División a 12 equipos le dio posibilidades el club del puerto, su pretemporada comenzó en un amistoso frente a Universitario que terminó 1-0 a favor del Boys, luego otra victoria por 3-0 frente al Deportivo Municipal y una derrota 1-3 frente al Sporting Cristal. Al comienzo de la temporada perdió 1-0 frente al Alianza Huánuco, pero se recuperó con una victoria 1-0 frente al Deportivo Coopsol y una sorprendente victoria 0-5 al Carlos Mannucci en Trujillo. El Boys alcanzó la punta del torneo las primeras 3 fechas de la segunda rueda (12,13,14) pero tuvo 2 derrotas consecutivas (2-0 frente al Sport Victoria en Ica y 2-1 frente a Los Caimanes en Lambayeque). En la fecha 18 se dificulta más tras perder 4 puntos y un empate 1-1 frente al Atlético Minero deja al Boys sin posibilidades de ascender.
La campaña 2016 fue una de las peores campañas que ha hecho el Boys, a comienzos de año el Boys tuvo problemas económicos por los cuales no pudo hacer buenas contrataciones, dirigidos por Rivelino Carassa el Boys comienza perdiendo por 1-0 frente a Los Caimanes, luego tuvo una derrota local 2-3 frente al Unión Huaral y después una derrota por 4-1 frente al Alianza Huánuco pusieron a la misilera se ponía en posiciones de descenso, una victoria 3-1 frente a Cienciano hacía creer que iba a cambiar el rumbo pero luego dejó escapar puntos importantes de local y tuvo la reducción de 6 puntos antes de finalizarse la primera rueda. A la fecha número 13 la directiva despidió Rivelino Carassa como DT y el jugador Rainer Torres decidió asumir ser entrenador. El administrador de Boys Hans Hamann renuncia en la fecha 18 como presidente del club, luego entraría Johan Vásquez. En la fecha 26 del torneo el Boys estaba con 16 puntos (le habían restado 6 más, en total fueron 12 puntos) estaba a 10 puntos del Atlético Torino al Boys le faltaban 5 partidos (un partido se aplazó), Las últimas 4 fechas serán muy recordadas por los hinchas del club rosado, comenzó ganando 2-0 al Atlético Torino, se puso a 7 puntos, luego ganó por 3-0 al Alfredo Salinas y el Atlético Torino había empatado 0-0, a 5 puntos, ganó por w.o. al Unión Tarapoto y Atlético Torino perdió 4-1 frente a Willy Serrato, 2 puntos. La fecha 29 una crucial victoria 1-0 frente al Sport Loreto y el empate 1-1 de Atlético Torino frente a Los Caimanes empataba en puntos al Boys y al Torino, la última fecha el Boys gana de visita 0-1 al Willy Serrato y Atlético Torino pierde 1-0 frente al Academia Cantolao, con estos resultados Boys mantenía la categoría luego de una pésima temporada.

### 2017-act: Resurgimiento y nuevo ascenso
Para afrontar la Segunda División 2017 el club contrató como entrenador a Mario Viera y se reforzó con jugadores de experiencia como Johan Fano y Johnnier Montaño. Sport Boys terminó la primera rueda como líder con seis puntos de ventaja sobre Universidad César Vallejo y Sport Victoria. En la segunda rueda se fue acortando la diferencia y terminó igualado en el primer lugar con Vallejo con el que jugó un partido de desempate que terminó igualado 1-1 y en definición por penales Boys ganó 4-2 obteniendo el título y el retorno a la Primera División.
En el 2018 retornó a la Primera División después de 6 años, en esta campaña se destacó la retirada de su figura Johan Fano, aparte de la llegada de Luis Tejada quien fue una de las sorpresas del mercado, su campaña en la edición 2018 no fue tan buena ya que mantuvo cerca a la zona de descenso, en su participación en el Torneo Verano acabó penúltimo de su grupo, mientras que en el Apertura se recuperó acabando en 12 y en Clausura 11, al finalizar la tabla acumulada acabó 14 donde una victoria ante Sport Rosario por 3-1 lo salvaría del descenso.
En la Primera División de 2019 que a partir de aquella temporada pasaría a llamarse Liga 1 el club tendría una terrible campaña a comparación del año pasado, tras sufrir un récord de partidos consecutivos sin ganar y varios sin marcar ni un solo gol durante la primera mitad del torneo, con lo cual se creyó que era el candidato principal para descender a Liga 2. La primera victoria del cuadro rosado se daría recién en la Fecha 11 del Torneo Apertura con un 2-1 de local frente a Pirata FC, y a pesar de ir recuperándose poco a poco, se mantendría en la zona de descenso durante casi todo el torneo. Sin embargo llegaría el milagro durante el Torneo Clausura, donde se destacó la llegada de Reimond Manco al plantel; Boys comenzaría a levantarse pese a caer en el primer partido del clausura, cosechando varias victorias fundamentales de local, y robar puntos de visita incluyendo una sorpresiva victoria 1-0 contra Ayacucho FC. Finamente los porteños logran mantener la categoría en la última fecha tras ganar por 1-0 como visitante a Sport Huancayo.
Luego de empezar con el pie derecho en la Liga 1 2020 con un 3-2 frente a Deportivo Llacuabamba e incluyendo una fundamental victoria 3-2 contra Atlético Grau de visita para finalizar entre los primeros 10 lugares del torneo, en la reanudación del campeonato tras la pausa por la pandemia de COVID-19 los rosados se desinflarían y por ende tuvieron que pelear la zona de descenso nuevamente, donde una victoria contra Alianza Lima por 2-0 lo salvó del descenso a tres fechas del final.
En la Liga 1 2021 el club hizo una de las mejores campañas en los últimos años, pese a empezar mal el campeonato con dos derrotas consecutivas, llegaron varios triunfos durante la Fase 2 que los harían tener una ilusión. Finalmente el 30 de octubre, Sport Boys clasificó a la Copa Sudamericana 2022 tras empatar 1-1 frente a Sporting Cristal con un gol del recordado por muchos hinchas rosados Sebastián Penco, quedando en el puesto 7 con 37 puntos en la tabla acumulada, retornando a un torneo internacional luego de 20 años de ausencia.
Llegando a la temporada 2022 el equipo se reforzaría para dar buena cara en los torneos que disputaría dicho año. Tras el cambio de formato de la Copa Sudamericana desde el 2021, la misilera tuvo que enfrentarse en una llave preliminar a Ayacucho FC para ilusionarse a la clasificación a fase de grupos; tras perder la ida 2-0 en el Estadio Huancayo y ganar 3-2 la vuelta en el Estadio Nacional quedarían eliminados de la competición con un 3-4 global en su contra, generando una gran decepción en la hinchada que aspiraba ver al equipo ir más lejos en el torneo. Tras la eliminación en la Copa Sudamericana, no levantarían cabeza y volverían, como en los años anteriores, a pelear la baja durante la Liga 1 2022, sumándole una nueva crisis por temas de la SUNAT. Al final nuevamente salvarían la categoría en la posición 16.º de la tabla acumulada.
Para la Liga 1 2023 se vería inmenso de una crisis el cual se sumaria un resta de puntos en la etapa final del torneo, a pesar de todo el equipo lograría vencer a Cienciano para mantener la categoría sin necesidad de estar pendientes de los otros partidos de Binacional y Unión Comercio que se disputarían al siguiente día, culminando tan solo a 2 puntos del descenso a Liga 2.
Ya en la Liga 1 2024 el equipo haría un "purga" en el equipo, lo cual no afecto mucho debido a que nuevamente se debían comprometer a pelear la baja, a pesar de que en un principio se aspiraba a clasificar a algún torneo internacional. Una vez más se salvarían tras la victoria de Carlos Mannucci frente a la Universidad César Vallejo, lo cual ya no tuvo importancia el empate 1-1 frente a UTC de local y una derrota 1-0 en la fecha final contra ADT de visita.

## Uniforme

### Evolución

#### Titular
La camiseta rosada es quizás el símbolo más característico del Sport Boys de El Callao. Luego de la fundación del club, allá por el año 1927, se decidió que la camiseta del Boys fuera a rayas verticales rojas y amarillas. Sin embargo, en 1929, luego del primer campeonato en que participó el club —un torneo infantil organizado por el Club Intelectual Raimondi de La Victoria— se decidió cambiar el color del uniforme, adoptando la casaquilla rosada. Y jamás ha sido cambiada desde entonces. Sin embargo el modelo de la camiseta fue variando con el paso de los años, mas no los colores que representan al club. El año 1981 se caracterizó porque el club vistió un conjunto completamente rosado, uniforme que fue utilizado también en algunos partidos de 1973, 1986, 2009 y 2010.
| Primero | (Ver evolución) | Actual |

#### Alternativo
Debido a la peculiaridad del color de camiseta, pocas veces el club ha utilizado una casaquilla alterna. En 1989 ante Juventud Progreso, que también vestía de rosado, utilizó por primera vez una camiseta alternativa de color amarillo. Luego en 2004 vistió en algunos partidos con uniforme negro como protesta por haber sido despojado del tercer cupo a la Copa Libertadores. También vistió de negro en el año 2010. En 2008 y 2014 se quiso recordar los colores originales del club y se adoptó, como camiseta alternativa, una con rayas verticales amarillas y rojas que se usó por única vez en la jornada 16 de la Segunda División 2014 en Huacho contra el Pacífico, debido a que ambos clubes tienen el uniforme titular del mismo color.
| Primero | (Ver evolución) | Actual |

### Patrocinio
| Período   | Proveedor | Logotipo |
| --------- | --------- | -------- |
| 1979-1983 | Adidas    |          |
| 1987-1991 | Calvo     |          |
| 1992      | Lotto     |          |
| 1993-1994 | Polmer    |          |
| 1995      | Lotto     |          |
| 1996      | Topper    |          |
| 1997      | Kelme     |          |
| 1998      | Topper    |          |
| 1999      | Penalty   |          |
| 2000-2003 | Loma's    |          |
| 2004-2005 | Walon     |          |
| 2006-2009 | Loma's    |          |
| 2010      | Vieri     |          |
| 2011-2013 | Triathlon |          |
| 2014-2016 | Real      |          |
| 2017-2021 | Sfera3    |          |
| 2022-act. | Astro     |          |

| Período   | Patrocinador                 |
| --------- | ---------------------------- |
| 1986      | Roddy                        |
| 1987      | Cesca                        |
| 1992      | ProBank                      |
| 1994-1995 | Hogar                        |
| 1996-1997 | Cerveza Cusqueña             |
| 1998-2002 | Z Gas                        |
| 2003      | Pecsa                        |
| 2005-2006 | Brahma                       |
| 2007-2008 | Universidad Alas Peruanas    |
| 2009      | Minka                        |
| 2011-2012 | Gobierno Regional del Callao |
| 2014      | New Athletic                 |
| 2015      | Cerveza Tres Cruces          |
| 2016      | New Athletic                 |
| 2017      | Cemento Nacional             |
| 2018      | Minka                        |
| 2019-2021 | Roky's                       |
| 2022      | Minka                        |
| 2023      | Marcadores247.com            |
| 2024-act. | Apuesta Total                |

## Datos del club
- Fundación: 28 de julio de 1927 (98 años)
- Puesto histórico Perú: 5.º[50]
- Temporadas en Primera División: 83 (1933-1987; 1990-2008; 2010-2012; 2018 - Presente).
- Temporadas en Segunda División: 8 (1988-1989; 2009; 2013-2017).
- Mejor puesto en Primera División: 1.º
- Peor puesto en Primera División: 16.º
- Mejor puesto en Segunda División: 1.º
- Peor puesto en Segunda División: 14.º
- Máximo ídolo: Valeriano López
- Máximo goleador: Valeriano López: 148 goles
- Jugador con más partidos disputados: Pedro Requena: 281 partidos
- Mayor goleada conseguida:
  - En campeonatos nacionales de local: Sport Boys 10:2 Atlético Chalaco (6 de octubre de 1951)[51][52]
  - En campeonatos nacionales de visita: Universitario 0:6 Sport Boys (13 de marzo de 1994).[53]
  - En campeonatos internacionales de local: Sport Boys 2:0  Deportivo Galicia (28 de marzo de 1967)
  - En campeonatos internacionales de visita: Deportivo Italia  2:5 Sport Boys (15 de marzo de 1967)
- Mayor goleada recibida:
  - En campeonatos nacionales de local:
Sport Boys 2:7 Deportivo Municipal (3 de septiembre de 1949)
Sport Boys 0:5 Juan Aurich (16 de abril de 2011)
Sport Boys 0:5 Alianza Lima (21 de mayo de 2011)
Sport Boys 0:5 Sporting Cristal (3 de marzo de 2012)
  - En campeonatos nacionales de visita: Sporting Cristal 7:0 Sport Boys (12 de diciembre de 1993)[54]
  - En campeonatos internacionales de local: Sport Boys 0:6  Atlético Nacional (7 de abril de 1992)
  - En campeonatos internacionales de visita:
Nueve de Octubre  4:0 Sport Boys (13 de julio de 1985)
Universitario  4:0 Sport Boys (19 de julio de 1985)
São Raimundo  4:0 Sport Boys (9 de noviembre de 1999)
- Número de veces que fue campeón invicto: 2 (1935, 1937).[55]
- Jugador con más títulos: Víctor Marchena (1935, 1937 y 1942).[56]
- Mayor goleador del fútbol peruano en un solo campeonato (en menor número de partidos): Valeriano López (31 goles en 17 partidos)[57]
- Arquero con más goles en el fútbol nacional: Johnny Vegas con 33 goles es el arquero con mayor cantidad de goles anotados en el torneo peruano y el número 5 del mundo.[58]

### Participaciones internacionales
| Torneo                | Ediciones                           |
| --------------------- | ----------------------------------- |
| Copa Libertadores (6) | 1967, 1977, 1985, 1991, 1992, 2001. |
| Copa Sudamericana (1) | 2022.                               |
| Copa Conmebol (1) (d) | 1999.                               |

(d): Torneo internacional desaparecido.

### Por competencia
Nota: (d): Torneo internacional desaparecido.
| Torneo                       | Temp. | PJ | PG | PE | PP | GF | GC | Dif. | Pts. | Mejor desempeño  |
| ---------------------------- | ----- | -- | -- | -- | -- | -- | -- | ---- | ---- | ---------------- |
| Copa Libertadores de América | 6     | 37 | 3  | 7  | 27 | 28 | 80 | -52  | 13   | Fase de grupos   |
| Copa Sudamericana            | 1     | 2  | 1  | 0  | 1  | 3  | 4  | -1   | 3    | Primera fase     |
| Copa Conmebol (d)            | 1     | 4  | 0  | 3  | 1  | 3  | 7  | -4   | 3    | Cuartos de final |
| Total                        | 8     | 43 | 4  | 10 | 29 | 34 | 91 | -57  | 19   | —                |

## Rivalidades

### Clásico Porteño

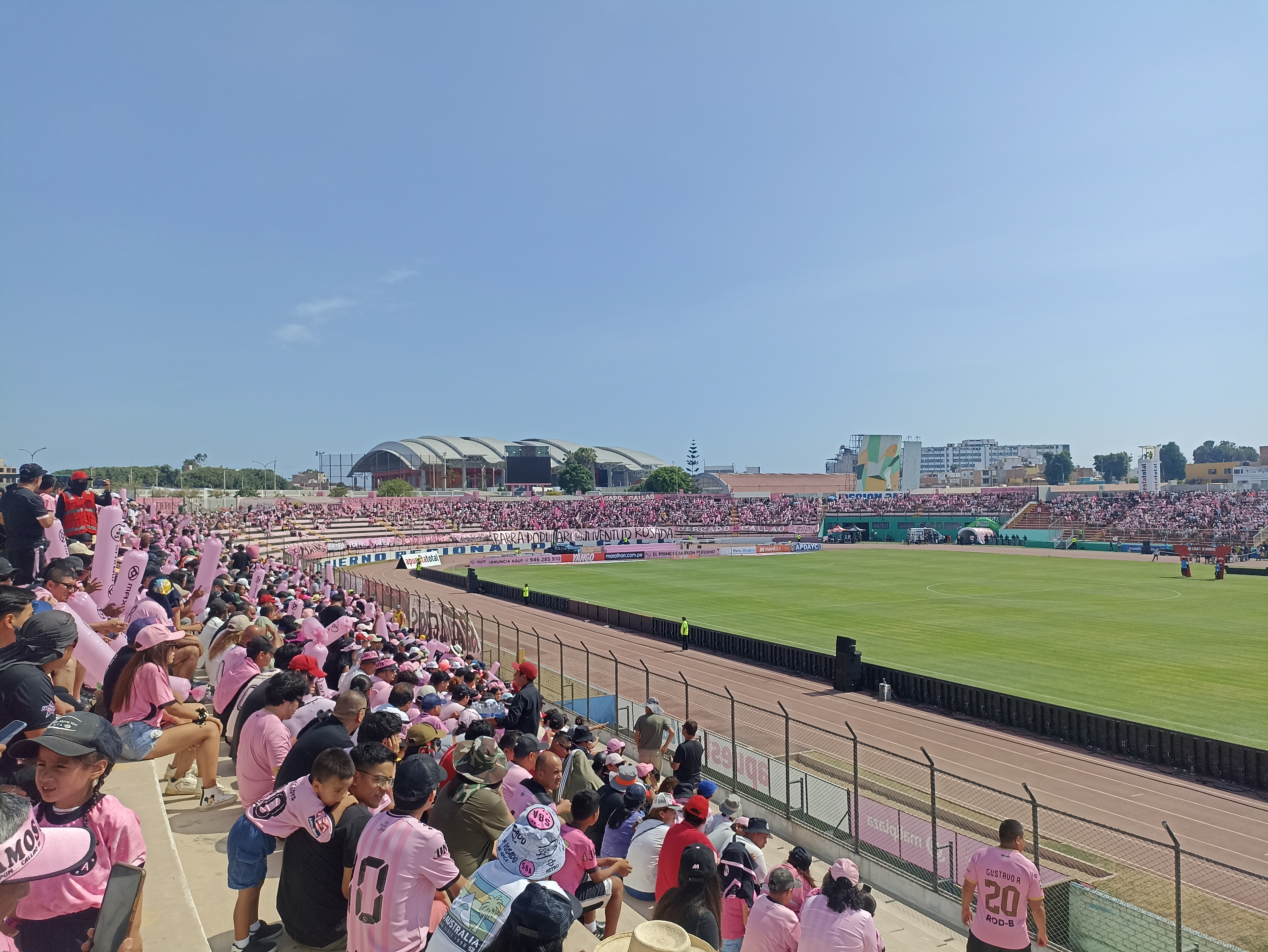
Hinchada porteña del Sport Boys

Es el clásico más importante del Callao se disputa entre los dos clubes más importantes de la Provincia Constitucional del Callao, Atlético Chalaco y Sport Boys. Este derbi se jugó con regularidad en la Primera División Peruana, hasta Atlético Chalaco fue relegado a la Copa Perú. Este duelo es también conocido como el Clásico Porteño o Clásico Chalaco.
El primer encuentro oficial se disputó el 6 de junio de 1937, por el Torneo Amateur (ANA), Sport Boys y Atlético Chalaco. El juego correspondía a la segunda fecha de la División de Honor que era el nombre que tomaba la máxima división a partir de ese año. El León Porteño desde 1932 había participado únicamente en la Liga del Callao y luego de ganarla en 1935 fue invitado, junto al subcampeón Telmo Carbajo, para ser parte de la mencionada División de Honor de 1937 (en 1936 no hubo torneo por la participación peruana en las Olimpiadas de Berlín). En ese torneo, entre otros equipos que venían de la Primera División, estaba Sport Boys, campeón de 1935, al que no había enfrentado antes porque La Misilera debutó en la máxima categoría recién en 1933.

### Clásicos Lima-Callao
Sus rivales tradicionales son Universitario y Alianza Lima con quienes disputa los llamados Clásicos Lima-Callao que alcanzaron fama a nivel nacional por la rivalidad deportiva entre ambas provincias (a 15 minutos de distancia). También mantiene rivalidades importantes con Deportivo Municipal y Sporting Cristal

## Infraestructura

### Estadio

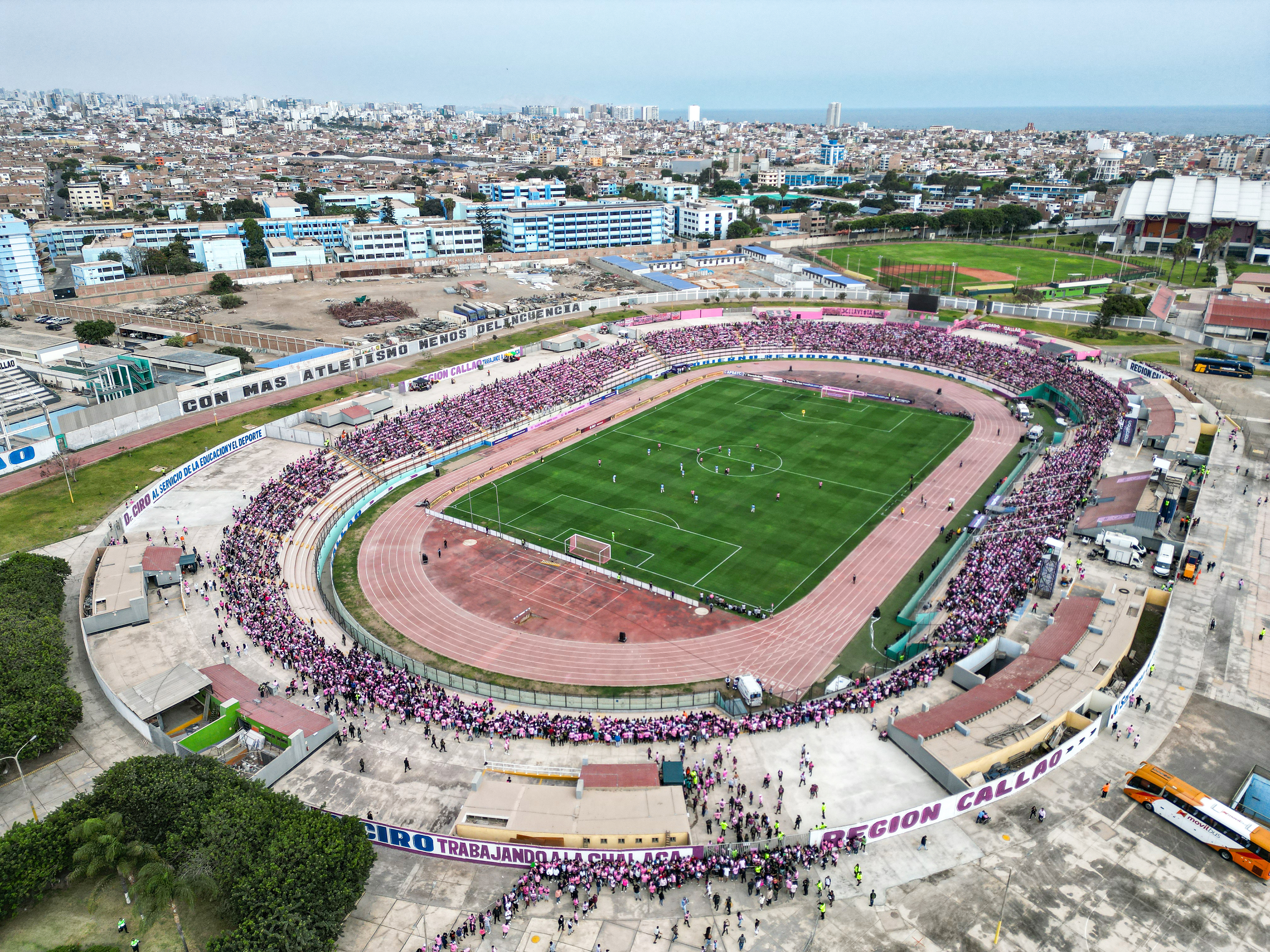
Vista panorámica del Estadio Miguel Grau.

El Sport Boys juega de local en el Estadio Miguel Grau habiendo dejado de lado el antiguo Estadio Telmo Carbajo. Fue construido por Cordelica y está administrado por el Gobierno Regional del Callao.
El estadio, con capacidad para alrededor de 17 000 personas está ubicado en la Villa Deportiva del Callao (ex parque zonal Yahuar Huaca), entre las avenidas Colonial y Guardia Chalaca, en el distrito de Bellavista, en la Provincia Constitucional del Callao. Anteriormente, el único estadio existente en El Callao era el vetusto Telmo Carbajo, cargado de historia y tradición pero que, por su poca capacidad (alrededor de 5000 personas) y su mal estado de conservación, no se prestaba para la realización de encuentros de fútbol profesional, lo que muchas veces ocasionó que el Sport Boys tuviera que jugar como local en el Estadio Nacional o en algunas ocasiones Estadio Lolo Fernández, lejos del Callao y del calor de su público.
La inauguración del Estadio Miguel Grau se produjo el 16 de junio de 1996, con el partido entre el Sport Boys y el Deportivo Pesquero, ante alrededor de 13 000 espectadores. El resultado final fue: Sport Boys 3 - 1 Deportivo Pesquero. El primer gol rosado en el Estadio Miguel Grau fue anotado por Juan Carlos Bazalar a los 6 minutos del segundo tiempo.

### Sede

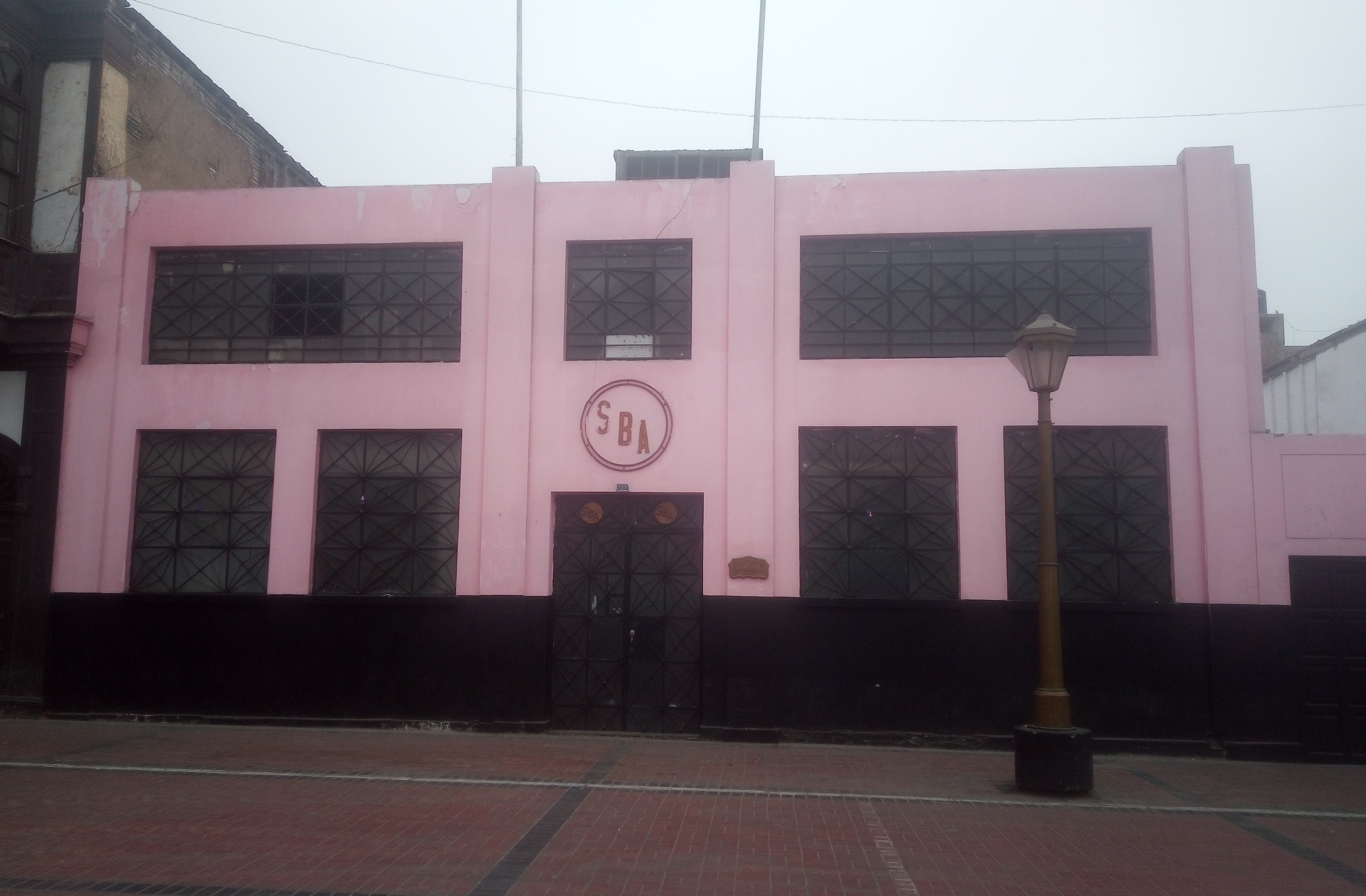
Actual local del club.

El Sport Boys siempre ha tenido su sede social en el corazón del Callao. El primer local del club estuvo situado en la Avenida Sáenz Peña N.º 727-7, poco tiempo después pasó a la casa de Gualberto Lizárraga, ubicada en la calle Guatemala N.º 161, hasta 1931 en que 'Don Gualberto' —como se le conocía cariñosamente al fundador del cuadro 'rosa'— se desligó temporalmente del club de sus amores.
Al quedarse sin local, las sesiones se realizaban en el club Jorge Washington, ubicado en la calle del mismo nombre, que cedió gentilmente sus instalaciones.
Un nuevo local que estaba ubicado entre Gálvez y Sáenz Peña, pasó luego a la calle Zepita y desde 1949 se ubicó en la calle Teatro N.º 153, local propio que fue inaugurado al celebrar su 22.º aniversario institucional, bajo la presidencia del Mayor EP Alberto Otero Roldán.
La adquisición del local se realizó con los fondos procancha que el club tenía depositado en la Federación Peruana de Fútbol y la Asociación No Amateur, además de un préstamo otorgado por la Directiva del Club Alianza Lima.

## Escudo

### Escudo tradicional
Este es el escudo clásico, el más universal y reconocido. Es un círculo de fondo rosado y borde negro, con las iniciales "S", "B", "A" en posición escalonada, de izquierda a derecha, de arriba hacia abajo. Es el que se utilizó en las camisetas de los jugadores desde la década de 1950 hasta los años 1980 (con ligeras variaciones en el espesor y tamaño de las letras y del borde negro del círculo, según la época).
Nota: En las décadas de 1920, 1930 y 1940 los uniformes no llevaban escudo.

### Escudo moderno
Este escudo es una variación del anterior. Presenta las iniciales "S", "B", "A" en un formato más alargado y cuenta con seis estrellas (simbolizando los seis campeonatos nacionales alcanzados por el club, en los años 1935, 1937, 1942, 1951, 1958 y 1984). Este escudo comenzó a utilizarse en las camisetas de los jugadores a comienzos de la década de 1990, permaneciendo en uso hasta el año 2003.
En la temporada del año 2004 se añadió el nombre del club alrededor del escudo y debajo de este se escribió la palabra Dignidad como una forma de protesta debido a que el Boys se rehusó a participar de un cuadrangular para definir al tercer representante peruano en la Copa Libertadores por haber sido el equipo que alcanzó los puntos necesarios para clasificar, sin embargo por un manejo de la Federación Peruana de Fútbol fue excluido de este torneo internacional. Este modelo se utilizó hasta el año 2008.
Para el año 2009, el club volvió a utilizar el escudo que usó en los años 1990 con las seis estrellas que representan sus seis campeonatos.

## Hinchada

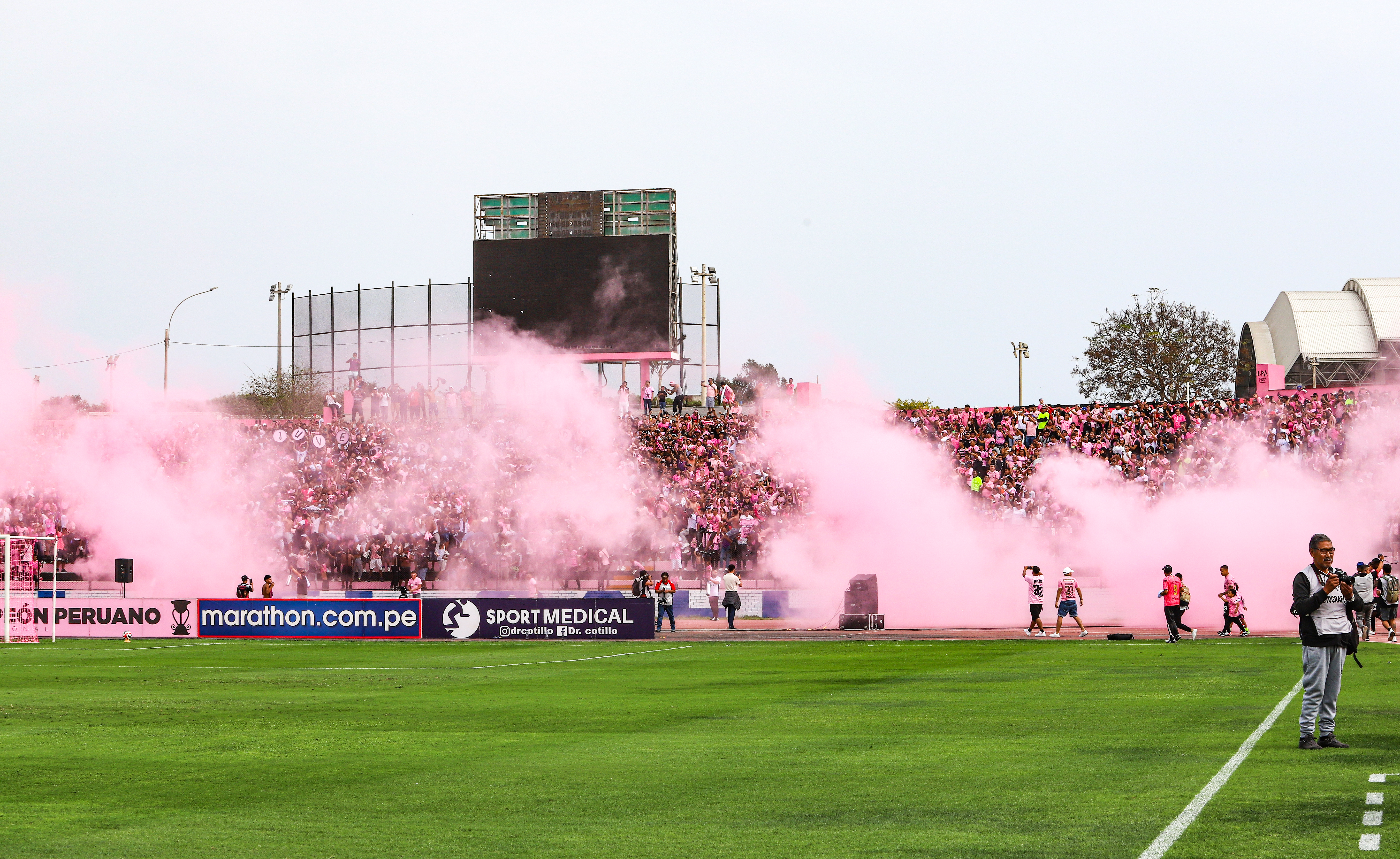
Hinchada de Sport Boys en un partido jugado en el Estadio Miguel Grau.

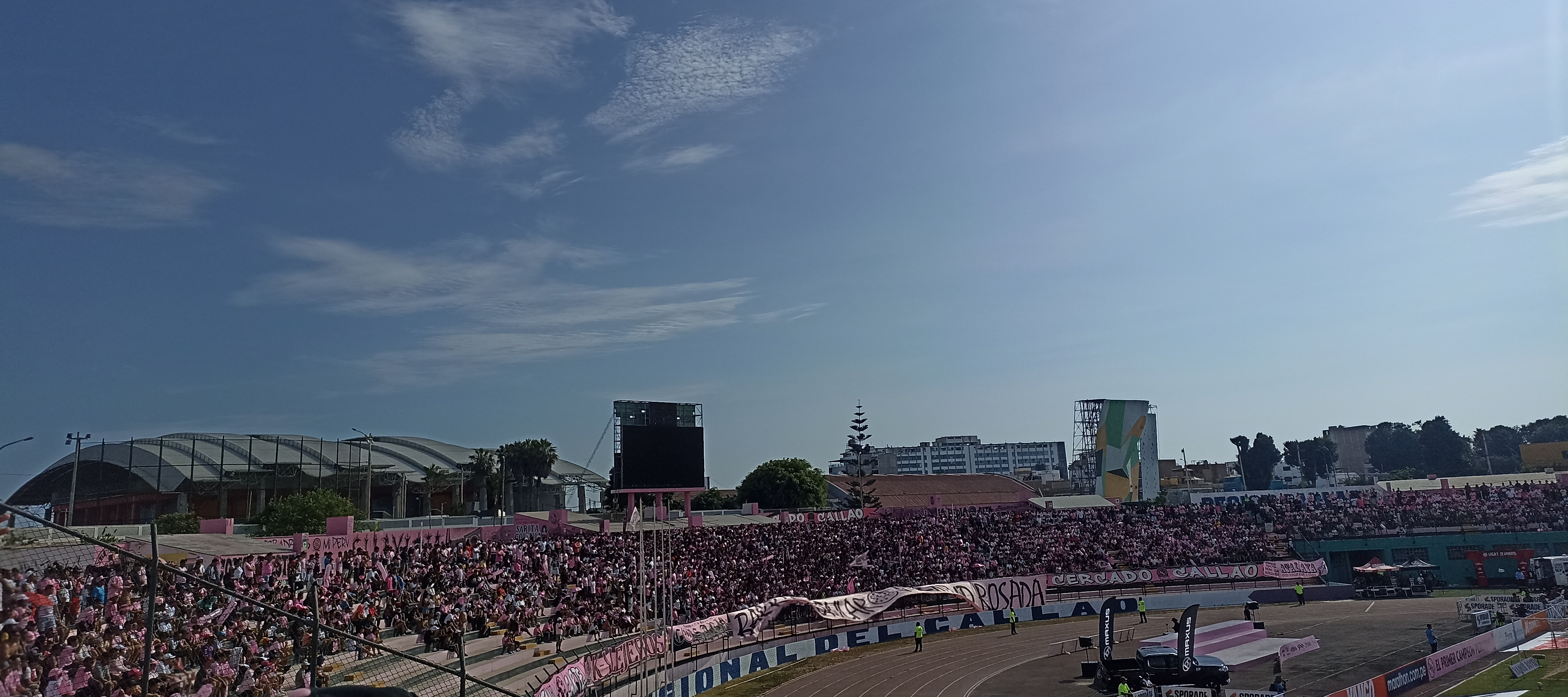
Hinchada de Sport Boys en el Callao por la Liga 1 del año 2024

Las barras del equipo rosado tuvieron su inicio formal en el año 1966 cuando, por iniciativa de Isaac Lastres tras un partido del campeonato, un grupo de hinchas decidió agruparse formando la barra "Vamos Boys". Esta barra se ubicó tradicionalmente en la tribuna occidente de los estadios. Tiempo después un grupo de hinchas se separó de ella, surgiendo la segunda barra del equipo denominada "Somos Boys", la cual se ubicó en la tribuna oriente.
La tercera barra del equipo rosado se llama "Juventud Rosada", formada por la nueva generación de hinchas rosados. Fue fundada el 20 de agosto de 1991 por iniciativa de un grupo de veinte muchachos, reunidos en el parque Isabel la Católica, cerca de la municipalidad de Bellavista. Siguiendo la tradición marcada por la barra "Vamos Boys", es también característica de la "Juventud Rosada" el estar muy bien organizada, alentar al equipo los 90 minutos sin parar y acompañarlo a sus presentaciones en provincias. Su ubicación tradicional es en la tribuna popular sur.

## Himno
Francisco Quiroz Tafur conocido popularmente como Panchito, dio letra y música a esta polca que, además de himno, representa con su título ¡Vamos Boys! el grito de guerra institucional en igual o mayor proporción que el añejo y tradicional ¡Chim Pum Callao!
Se inspiró, previamente, viendo en acción al Boys de finales de los años 1960. Y —según lo contó— en el ‘zurdo’ Rómulo Ferretti imaginó a otro "Titina", y en "Cachito" Ramírez a otro "Campolo". Precisamente, un pase en ‘callejón’ del primero, que originó un gol del segundo, dio lugar a la segunda parte de la famosa polca.
La polca fue grabada por ‘Los Troveros Criollos’ —‘ El Carreta’ Jorge Pérez y Lucho Garland— y rápidamente llegó a la cumbre de la popularidad hasta convertirse en un verdadero himno del club. ‘Panchito’ Quiroz falleció en 1975, pero su Vamos Boys sigue viviendo en la voz de los hinchas, y a través de los parlantes de los estadios donde quiera que juegue el Sport Boys del Callao.

## Organigrama

### Plantilla: 2025
- Según las bases de la FPF cada equipo puede incluir en su lista de convocados un máximo de seis extranjeros, pudiendo actuar todos de manera simultánea. Si un jugador extranjero llega a jugar al menos 1 partido y luego se nacionaliza, seguirá contando como tal durante toda la temporada.[66]
  -   Enzo De la Peña posee doble nacionalidad, argentina y peruana.
  -   Nicolás Paz posee doble nacionalidad, estadounidense y peruana.
  -   Luis Urruti posee doble nacionalidad, uruguaya y peruana.

### Transferencias: 2025
| Altas          | Altas                | Altas               | Altas                 | Altas |
| Pos.           | Futbolista           | Procedencia         | Tipo                  |       |
| -------------- | -------------------- | ------------------- | --------------------- | ----- |
| Centrocampista | Jostin Alarcón       | Sporting Cristal    | Rescisión de contrato |       |
| Centrocampista | Fidel Martínez       | El Nacional         | Libre                 |       |
| Defensa        | Emilio Saba          | FBC Melgar          | Préstamo              |       |
| Centrocampista | Leonel Solís         | Atlético Grau       | Rescisión de contrato |       |
| Delantero      | Fabrizio Roca        | Juan Pablo II       | Fin de préstamo       |       |
| Defensa        | Benjamín Villalta    | Ayacucho FC         | Libre                 |       |
| Centrocampista | Alejandro Altuna     | Cumbayá FC          | Libre                 |       |
| Delantero      | Luciano Nequecaur    | Venados FC          | Rescisión de contrato |       |
| Delantero      | Carlos López         | Los Chankas         | Libre                 |       |
| Delantero      | Luis Urruti          | Carlos A. Mannucci  | Libre                 |       |
| Defensa        | Matías Almirón       | Comerciantes Unidos | Libre                 |       |
| Defensa        | Rodrigo Colombo      | Atlético Rafaela    | Libre                 |       |
| Centrocampista | Nicolás Da Campo     | Temperley           | Libre                 |       |
| Guardameta     | Emile Franco         | Carlos A. Mannucci  | Libre                 |       |
| Guardameta     | Enzo De la Peña      | C.A. Lugano         | Libre                 |       |
| Delantero      | Diego Otoya          | Sporting Cristal    | Préstamo              |       |
| Defensa        | Sebastián Aranda     | Alianza Lima        | Libre                 |       |
| Defensa        | Hansell Riojas       | Unión Comercio      | Libre                 |       |
| Guardameta     | Jeferson Nolasco     | Univ. César Vallejo | Rescisión de contrato |       |
| Centrocampista | Alejandro Hohberg    | Sporting Cristal    | Libre                 |       |
| Defensa        | Oslimg Mora          | Atlético Grau       | Libre                 |       |
| Delantero      | Juan Carlos Gonzáles | ADT de Tarma        | Libre                 |       |
| Centrocampista | Erick Gonzales       | Deportivo Garcilaso | Libre                 |       |
| Centrocampista | Axell Domínguez      | Pirata FC           | Fin de préstamo       |       |
| Centrocampista | Víctor Flores        | Juan Aurich         | Fin de préstamo       |       |

| Bajas          | Bajas                  | Bajas                 | Bajas                 | Bajas |
| Pos.           | Futbolista             | Destino               | Tipo                  |       |
| -------------- | ---------------------- | --------------------- | --------------------- | ----- |
| Centrocampista | Alejandro Hohberg      | Cienciano             | Traspaso              |       |
| Centrocampista | Alejandro Altuna       | Agente libre          | Rescisión de contrato |       |
| Delantero      | Diego Otoya            | Sporting Cristal      | Fin de préstamo       |       |
| Guardameta     | Jeferson Nolasco       | Carlos A. Mannucci    | Préstamo              |       |
| Centrocampista | Joshua Cantt           | UTC de Cajamarca      | Préstamo              |       |
| Centrocampista | Jesús Huamán           | Pirata FC             | Préstamo              |       |
| Delantero      | Alexis Huamán          | Comerciantes Unidos   | Préstamo              |       |
| Delantero      | Alexander García       | FC San Marcos         | Préstamo              |       |
| Centrocampista | Cristian Benavente     | FC Gloria Buzău       | Rescisión de contrato |       |
| Centrocampista | Joel López Pissano     | GV San José           | Rescisión de contrato |       |
| Defensa        | Maximiliano Amondarain | Cienciano             | Fin de contrato       |       |
| Centrocampista | Cristian Techera       | Fénix                 | Fin de contrato       |       |
| Delantero      | Pablo Bueno            | Los Chankas           | Fin de contrato       |       |
| Centrocampista | Damián Arce            | FC San Marcos         | Fin de contrato       |       |
| Centrocampista | Francisco Grahl        | Real Estelí           | Fin de contrato       |       |
| Defensa        | Facundo Mansilla       | Newell's Old Boys     | Fin de préstamo       |       |
| Defensa        | Bryan Ormeño           | Agente libre          | Fin de contrato       |       |
| Guardameta     | Ismael Quispe          | Juan Pablo II         | Rescisión de contrato |       |
| Delantero      | Fabrizio Roca          | Juan Pablo II         | Préstamo              |       |
| Delantero      | Joao Villamarín        | Ayacucho FC           | Fin de contrato       |       |
| Centrocampista | Carlos Correa          | Ayacucho FC           | Fin de contrato       |       |
| Centrocampista | Juan Morales           | Univ. César Vallejo   | Fin de contrato       |       |
| Centrocampista | Arly Benites           | Deportivo Llacuabamba | Fin de contrato       |       |
| Centrocampista | Jesús Barco            | Santos FC             | Fin de contrato       |       |
| Defensa        | Edinson Chávez         | Deportivo Binacional  | Fin de contrato       |       |
| Delantero      | Brandon Palacios       | UTC de Cajamarca      | Fin de contrato       |       |
| Centrocampista | Kevin Peña             | Comerciantes Unidos   | Fin de contrato       |       |
| Defensa        | Christian Ramos        | Alianza Universidad   | Fin de contrato       |       |

## Jugadores

### Ídolos

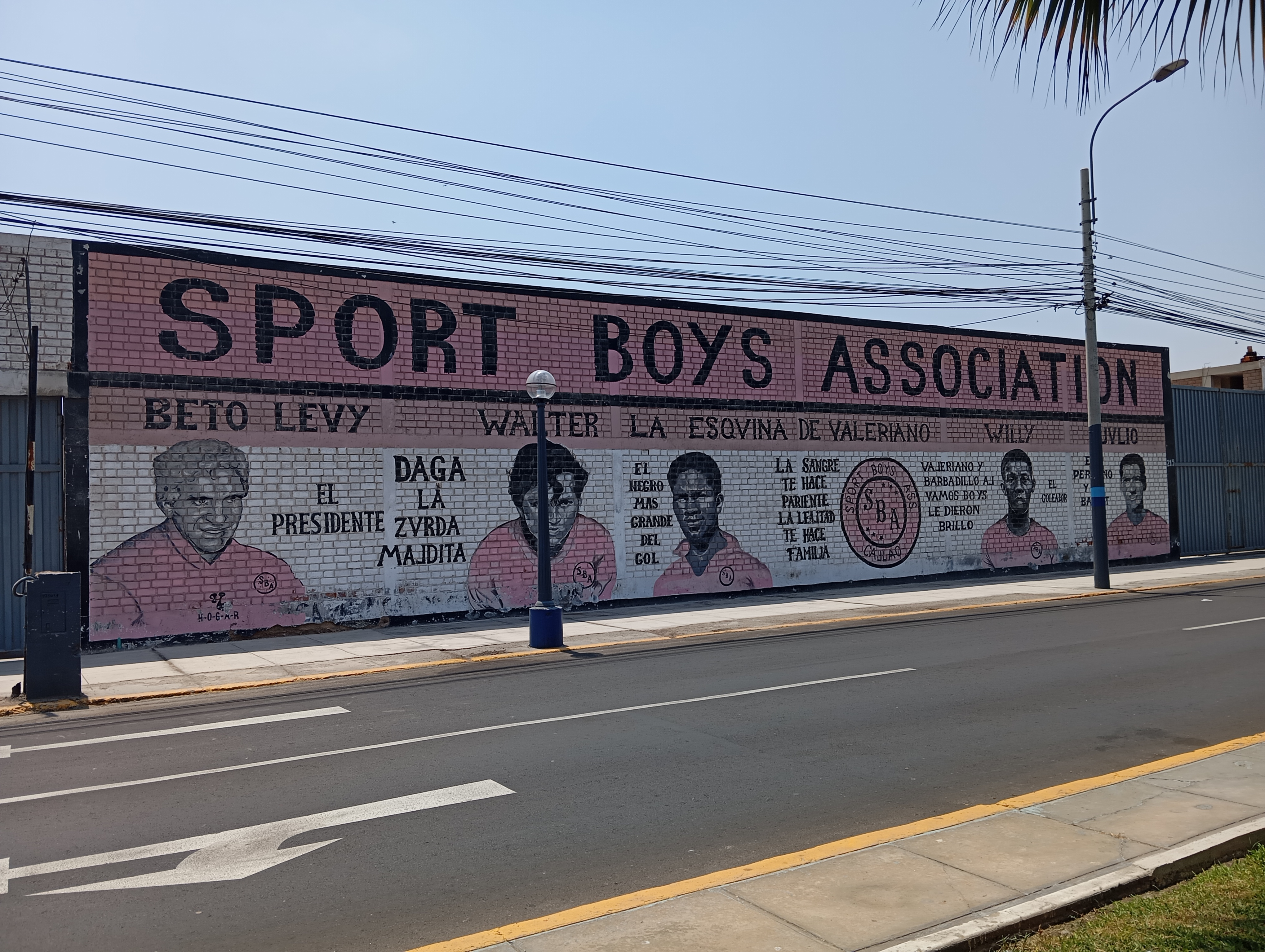
Mural con ídolos del club en la Avenida Buenos Aires, Callao.

En la historia del Sport Boys ha habido grandes jugadores, algunos dejaron una huella imborrable en la memoria de los hinchas rosados, debido a su estilo de juego y a lo que aportaron al club. Muchos de ellos también brillaron en el extranjero y con la selección nacional, jugando mundiales, las Olimpiadas de Berlín 36’ y distintos torneos internacionales. Algunos de ellos son:
Jorge "Campolo" Alcalde, Teodoro "Prisco" Alcalde, Raúl Chappell, Segundo "Titina" Castillo, Víctor Marchena, Guillermo Barbadillo, Valeriano López, Rafael Asca, Marcos Calderón, Luis "Joe" Calderón, Manuel Drago, Isaac Andrade, Lorenzo Pacheco, Pedro Valdivieso, Julio Meléndez, Oswaldo "Cachito" Ramírez, Juan José Muñante, Gerónimo "Patrulla" Barbadillo, Wálter Daga, "Pato" Cabanillas', Cláudio Adão, Marquinho, Jacinto Rodríguez, "Kukín" Flores', Alberto "Beto" Levy, Ricardo "Agüita" Luna.
Alberto "Beto" Levy no fue ni jugador, ni técnico del Sport Boys, fue un dirigente que dio todo por su querida rosada y ayudó al club a recuperarse de la crisis y volver a jugar la Copa Libertadores.
Ricardo "Agüita" Luna es un histórico utilero del club, al que pertenece desde 1950.
El ídolo máximo de la afición rosada es el "Tanque de Casma" Valeriano López, destacado goleador y campeón con el cuadro rosado en 1951.

### Más partidos disputados
Desde su fundación en 1927, han sido centenares los futbolistas en disputar al menos un encuentro con la camiseta del primer equipo del Boys. Entre estos, Johnny Vegas es el jugador que acumula el mayor número de presencias con un total de 198 partidos entre 1997 y 2003. Además de Vegas, José Corcuera (189), Guillermo Barbadillo (181) y Rafael Villanueva (175).
- Actualizado el 19 de agosto de 2021.

| N.º | Nombre               | Partidos |
| --- | -------------------- | -------- |
| 1°  | Johnny Vegas         | 198      |
| 2°  | José Corcuera        | 189      |
| 3°  | Guillermo Barbadillo | 181      |
| 4°  | Rafael Villanueva    | 175      |
| 5°  | Víctor Rossel        | 161      |
| 6°  | Teodoro Baluarte     | 160      |
| 7°  | Omar Zegarra         | 156      |
| 8°  | Pedro Valdivieso     | 148      |
| 9°  | Luis Calderón        | 147      |
| 10° | Manuel Tejada        | 146      |
| 11° | Lorenzo Pacheco      | 144      |
| 12° | Jorge Espejo         | 140      |
| 13° | Darío Herrera        | 137      |
| 14° | Fernando Cárpena     | 135      |
| 15° | Guillermo Valdivieso | 134      |

### Máximos Goleadores
Por otra parte, el máximo anotador en la historia del Boys por encuentros oficiales es Valeriano López, quien convirtió en 103 oportunidades entre 1946 y 1960 (en idas y venidas). Más atrás se ubican Guillermo Barbadillo (85), Germán Carty (78), Attilio Escate (54), Pedro Valdivieso (53) y Oswaldo Ramírez (52) como los futbolistas que más goles han marcado a partir de 1927.
- Actualizado el 19 de agosto de 2021.

| N.º | Nombre               | Goles |
| --- | -------------------- | ----- |
| 1°  | Valeriano López      | 103   |
| 2°  | Guillermo Barbadillo | 85    |
| 3°  | Germán Carty         | 78    |
| 4°  | Attilio Escate       | 54    |
| 5°  | Pedro Valdivieso     | 53    |
| 6°  | Oswaldo Ramírez      | 52    |
| 7°  | Marquinho            | 50    |
| 8°  | Víctor Rossel        | 50    |
| 9°  | Jorge Ramírez        | 49    |
| 10° | David Zuluaga        | 48    |

### Botines de Oro
En el siguiente cuadro se muestran los máximos goleadores del año de la Primera División del Perú que lo lograron con la camiseta del Sport Boys, tanto en la Era Amateur como en la Profesional, siendo el de mayor cantidad Valeriano López con la cifra de 31 goles anotados en el año de 1951 al igual que Cláudio Adão en el año 1990. Los jugadores con más presencias en el cuadro son Jorge Alcalde y Valeriano López.
| Campeonato | Jugador                   | Goles |
| ---------- | ------------------------- | ----- |
| 1934       | Jorge "Campolo" Alcalde   | 10    |
| 1935       | Jorge "Campolo" Alcalde   | 5     |
| 1938       | Jorge "Campolo" Alcalde   | 8     |
| 1946       | Valeriano López           | 22    |
| 1947       | Valeriano López           | 20    |
| 1948       | Valeriano López           | 20    |
| 1951       | Valeriano López           | 31    |
| 1968       | Oswaldo "Cachito" Ramírez | 26    |
| 1990       | Cláudio Adão              | 31    |
| 1992       | Marquinho                 | 18    |

## Entrenadores
Muchos entrenadores han pasado por el Sport Boys a lo largo de sus 98 años de fundación como club deportivo, pero solo algunos de ellos dejaron huella debido a los logros y títulos que consiguieron.

### Entrenadores destacados
- José Arana Cruz: Campeón Nacional 1942.
- Alfonso Huapaya: Campeón Nacional 1951.[70]
- Marcos Calderón: Campeón Nacional 1958 y 1984.
- Roberto "Tito" Drago: Subcampeón Nacional 1966.[71]
- Zózimo: Subcampeón Nacional 1976.[72]
- Sabino Bártoli: Campeón de la Segunda División 1989.
- Miguel Company: Campeón Regional I - Subcampeón Nacional 1990.
- Manuel Mayorga: Subcampeón Nacional 1991.
- Roberto "Titín" Drago: Campeón de la Segunda División 2009.
- Mario Viera: Campeón de la Segunda División 2017.

## Presidentes
El Sport Boys ha tenido 37 presidentes a lo largo de toda su vida institucional, siendo todos ellos de nacionalidad peruana. El presidente que más tiempo estuvo en el puesto fue Jorge Labarthe Gonzales, llegando a estar 10 años a cargo del club. Jorge Labarthe Gonzales y Antonio Cuba, han sido los únicos presidentes rosados que tuvieron en algún momento, tres periodos. En el caso de Labarthe fueron 1963-1965/1976-1982/1985-1987, mientras que Cuba estuvo en la presidencia durante los años de 1988-1991/1993/1997-2000.
En marzo de 2012 el club fue sometido a un Proceso Concursal Extraordinario debido a las deudas que mantiene al Estado siendo designada al mes siguiente una administración temporal. Desde el 4 de abril de 2023 el administrador provisional del club es el ingeniero Adrián Alcocer.

### La primera directiva
Un grupo de entusiastas muchachos entre los 11 y 15 años, presididos por el conocido y no menos entusiasta sportman juvenil Gualberto Lizárraga, resolvieron fundar un Club adecuado a su categoría. La elección del Directorio y completa formación y reconocimiento del Club se resolvió sin más demora, contando con los objetos que más se precian para tal caso y en medio de nutridos aplausos, resolvieron reconocerlo y afiliarlo al Comité Olímpico Peruano. La Directiva quedó constituida así:
| Presidente          | Cargo                          |
| ------------------- | ------------------------------ |
| Gualberto Lizárraga | Presidente                     |
| Carlos Neuman       | Vicepresidente                 |
| Nicolás Mandriotti  | Secretario                     |
| Alfonso Venegas     | Prosecretario                  |
| Luis Silva          | Tesorero                       |
| Carlos Benavides    | Protesorero                    |
| Carlos Sánchez      | Fiscal                         |
| Abdón Miranda       | Presidente Junta de Disciplina |
| Miguel Patrieu      | Secretario Junta de Disciplina |
| Fernando Bedoya     | Vocal Junta de Disciplina      |
| Ricardo Arbe        | Vocal Junta de Disciplina      |
| Carlos Lobatón      | Vocal Junta de Disciplina      |
| Gualberto Lizárraga | Delegado Junta de Disciplina   |
| Carlos Neumann      | Delegado Junta de Disciplina   |

### Lista completa de presidentes
| Presidente                    | Período   |
| ----------------------------- | --------- |
| Gualberto Lizárraga Gutiérrez | 1927-1931 |
| Abraham Bejarano              | 1932      |
| Pedro Alcalde Liza            | 1933-1937 |
| Alejandro Bastante            | 1938      |
| Miguel Pacheco Bejarano       | 1939-1940 |
| Aureliano Navarrete           | 1941-1942 |
| Eduardo Chappell Morales      | 1943-1945 |
| Enrique Santibáñez Salcedo    | 1945-1946 |
| José Arrué Burga              | 1946-1947 |
| Alberto Herrera Radavero      | 1947-1948 |
| José Arrué Burga              | 1948      |
| Alberto Otero Roldán          | 1949-1952 |
| José Mazzini Lanatta          | 1952-1954 |
| Rómulo Assereto Gargurevich   | 1954-1956 |
| Alejandro de las Casas        | 1956      |
| César Palma Lazarte           | 1957-1959 |
| Alfredo Casella R.            | 1959      |
| Hernán Caballero              | 1960-1962 |
| Jorge Labarthe González       | 1963-1965 |
| Hernán Vinces                 | 1965-1967 |
| Hernán Caballero              | 1967-1972 |
| Augusto Prieto Arrieta        | 1973-1975 |

| Presidente                    | Período   |
| ----------------------------- | --------- |
| Jorge Labarthe González       | 1976-1982 |
| Miguel Monteverde Win         | 1983-1984 |
| Jorge Labarthe González       | 1985-1987 |
| Antonio Cuba Badiola          | 1988-1991 |
| Alberto Levy Eskenazi         | 1991-1992 |
| Antonio Cuba Badiola          | 1993      |
| Dante Mandriotti Castro       | 1994      |
| Óscar Medelius Rodríguez      | 1995      |
| Kurt Woll Muller              | 1995      |
| Carlos Casella Llerena        | 1995-1996 |
| Antonio Cuba Badiola          | 1997-2000 |
| Julio Velásquez Giacarini *   | 2001      |
| Miguel Monteverde Gosdinski   | 2001-2007 |
| Luis Mattos Guerra            | 2008      |
| Percy Arismendi Bustamante ** | 2008      |
| César Velásquez Rodríguez *   | 2008-2009 |
| Humberto Bozzo Molinelli      | 2009      |
| Fernando Gordillo Tordoya *   | 2009      |
| Fernando Jiménez Morales      | 2010      |
| Karla Bozzo Rosell *          | 2010-2012 |
| Luis Mellet Castillo          | 2012      |
| Abraham Ramírez Lituma *      | 2012      |

* Presidente Interino

** Junta Transitoria

## Palmarés
| Títulos oficiales | Nacionales                  | Nacionales | Nacionales | Total |   |    |
| ----------------- | --------------------------- | ---------- | ---------- | ----- | - | -- |
| Títulos oficiales | Club Sport Boys Association | 6          | 4          | Total | 3 | 13 |

### Torneos nacionales
| Competición nacional            | Títulos                             | Subtítulos                                            |
| ------------------------------- | ----------------------------------- | ----------------------------------------------------- |
| Primera División del Perú (6/9) | 1935, 1937, 1942, 1951, 1958, 1984. | 1938, 1950, 1952, 1959, 1960, 1966, 1976, 1990, 1991. |
| Segunda División del Perú (3/1) | 1989, 2009, 2017.                   | 1932.                                                 |

#### Torneos cortos y otros
| Competición               | Títulos           | Subtítulos  |
| ------------------------- | ----------------- | ----------- |
| Campeonato Apertura (3/0) | 1952, 1959, 1960. |             |
| Torneo Regional (1/1)     | 1990-I.           | 1991-I.     |
| Torneo Apertura (0/2)     |                   | 1998, 2000. |

### Torneos regionales
- Segunda División de la Liga Provincial de Lima y Callao (1): 1931.
- Tercera División de la Liga Provincial de Lima y Callao (1): 1930.

### Torneos nacionales Sub-20
- Torneo de Reservas (1): 1994.

### Torneos nacionales Sub-18
- Torneo Élite Copa Federación - Liguilla Oro B (1): 2022.

### Torneos nacionales Sub-16
- Torneo Élite Copa Federación - Liguilla Oro B: 2022.

### Torneos nacionales amistosos
- Triangular 92° aniversario Alianza Lima (1): 1993.
- Copa Líbero (1): 2005.

### Torneos internacionales amistosos
- Triangular de Iquique (1): 1947.[74]
- Temporada Internacional de Lima (1): 1964.[75]
- Noche Rosada (6): 2010, 2011, 2013, 2015, 2017, 2024.

## Filiales

### Equipo Femenino
La División Femenina de Fútbol del Club Sport Boys Association participó durante varios años en el Campeonato Metropolitano de Fútbol Femenino del Perú. En 2021 fue creada la Liga Femenina FPF donde Sport Boys participó hasta su descenso al año siguiente. Actualmente participa en la Liga de Ascenso Femenina.

### Equipo de Reserva
El equipo de reserva del Sport Boys, compitió en el Torneo de Reservas, organizado por la Federación Peruana de Fútbol, hasta 2024 que fue su última edición. A partir de 2025 participará en Liga 3, tercera categoría en la estructura de ligas de fútbol masculino en el país.

### División de Menores
El Sport Boys Association cuenta con División de Menores (Divisiones Formativas) que tiene por finalidad la preparación y formación de jugadores y jugadoras principalmente de fútbol (canteras del club). Adicionalmente se dedica en la formación y preparación de  jugadoras de vóley.

### La Misilera
Es el equipo del club, dedicado a la práctica de Fútbol 7. Viene compitiendo por varios años en la Super Liga Fútbol 7 (Super Liga Stars).